# Història del País Basc

Mapa dels territoris que constitueixen el País Basc (Euskal Herria)

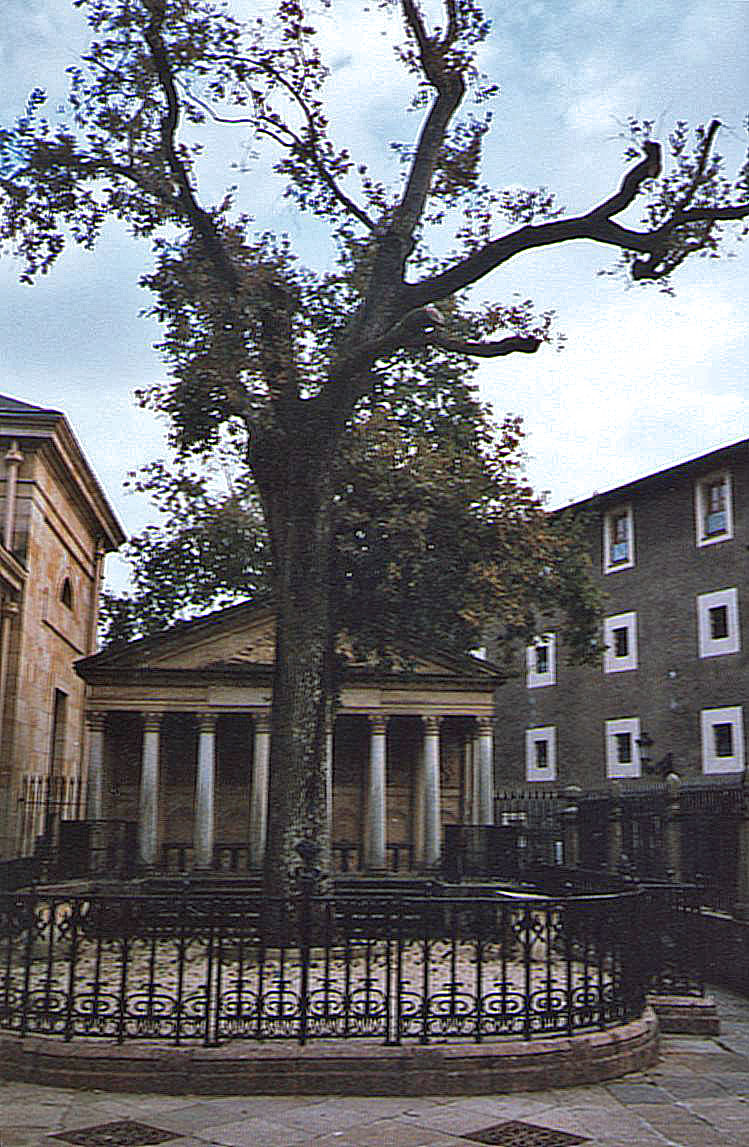
L'arbre de Guernica és el símbol de les llibertats basques

La història del País Basc tracta sobre la història del poble basc, un poble d'origen no indoeuropeu actualment assentat al País Basc. Els historiadors romans afirmen que el territori basc era habitat des de temps preromans per diverses tribus la llengua dels quals no entenien. La distribució regional d'aquestes tribus difereix entre els historiadors. Tanmateix, s'accepta la teoria que els bascos són un romanent dels primers habitants del Paleolític de l'Europa occidental, específicament dels habitants de la regió francocantàbrica. Estrabó i Plini el Vell esmenten en els seus escrits les tribus basques, incloent-hi els vascons i els aquitans, entre d'altres. Hi ha prou evidència per afirmar que ja s'hi parlava un protobasc.
Durant l'alta edat mitjana els territoris entre l'Ebre i el Garona era conegut com a Bascònia i va ser unificat sota els ducs de Bascònia per un període. Després de les invasions dels musulmans a la península Ibèrica i l'expansió francesa sota Carlemany, el territori es fragmentà. El Regne de Pamplona va emergir com el principal estat del territori el segle ix. Seria sota Sanç III el Gran que el Regne de Pamplona assoleix la màxima extensió territorial; però després de la seva mort el 1035, els seus fills no varen respectar el seu testament que atorgava el regne al primogènit, i després de moltes lluites, van dividir el territori, la qual cosa va donar lloc a una nova estructura política el segle xii formada pels regnes de Navarra, Aragó i Castella. Durant l'alta edat mitjana, la Senyoria de Biscaia s'uneix voluntàriament al Regne de Castella.
El 1200, el Regne de Navarra va perdre els actuals territoris d'Àlaba, Guipúscoa i el Duranguesat, que són annexionats pel monarca castellà. Així, doncs, Navarra, separada dels altres territoris peninsulars del País Basc, va orientar la seva política d'expansió cap al nord i a l'est, als territoris fronterers amb França i Aragó. Navarra va ser annexionada parcialment al Regne de Castella durant els segles xi i xii, i gairebé en la seva totalitat durant 1512 i 1521. La resta del territori del nord va ser annexionada per França. Les tres províncies de l'actual Euskadi, que s'havien unit voluntàriament al Regne de Castella intermitentment, van donar suport a la integració de Navarra amb Castella.
Navarra, Àlaba, Guipúscoa i Biscaia van conservar els seus furs. Aquesta situació va perdurar fins al segle xix, data en què van ser parcialment suprimits per Antonio Cánovas del Castillo després de la derrota carlina. Durant el franquisme, només Àlaba i Navarra van conservar part dels antics furs, però van ser derogats en les altres dues províncies per decret del 23 de juny del 1937 en ser considerades «traïdores» per no donar suport a la revolta i suprimiren el primer Estatut d'Autonomia Basc. Aquest decret va ser parcialment modificat el 6 de juny de 1968: se'n suprimiren els paràgrafs ofensius per a Guipúscoa i Biscaia, però se'n conservaren la resta dels articles. Va ser finalment derogat el 30 d'octubre del 1976. Avui dia el País Basc està format per la comunitat homònima, per la comunitat foral de Navarra i per les províncies del sud de França.

## Origen dels bascos
L'origen dels bascos segueix sent font de moltes hipòtesis. La llengua basca, l'èuscar, és per alguns autors el fil conductor que permet investigar els seus orígens i que confirma, per les seves modificacions i influències, les relacions dels bascos amb els pobles que han travessat les seves terres al llarg de la història.
Són diverses les hipòtesis, més o menys fundades i treballades, que es mantenen sobre aquesta qüestió. Principalment se'n coneixen quatre hipòtesis diferents:
- Primera hipòtesi: van aparèixer els bascos amb l'arribada a Europa dels cromanyons? En aquesta hipòtesi diversos estudis antropològics consideren que els bascos són el grup ètnic més antic d'Europa, i l'únic supervivent a l'arribada dels indoeuropeus. Se suposa que des del postneolític, ocupaven una àrea que es correspondria a una zona similar al que avui és el País Basc. Per això basen els estudis en àrees, les investigacions paleogenètiques i les lingüístiques, en aquesta última en etimologia dels topònims i de les paraules.
- Segona hipòtesi: estan els bascos emparentats amb els ibers? Això és el que defensa la teoria del bascoiberisme, en afirmar que, d'una manera o d'una altra, hi ha una relació entre les llengües basca i ibera, de manera que o bé la llengua basca seria el resultat d'una evolució de la ibera o d'una llengua de la mateixa família que la ibera. El primer a apuntar aquesta possibilitat és Estrabó, que, al segle I aC (és a dir, quan encara es parlava iber a la península), afirmava que els ibers i els aquitans (antics bascos) eren similars físicament i que parlaven llengües semblants. De tota manera, aquesta hipòtesi és complementària i no n'exclou la primera.
- Tercera hipòtesi: van arribar els bascos amb els indoeuropeus. Adrados situa l'arribada a Europa, i a diferents llocs d'Àsia, de les llengües indoeuropees cap a l'any 5000 aC, data en què van arribar també avançades de llengües finoúgriques. Així, doncs, l'europeu més antic parlava altres llengües, i "potser el basc fos una d'elles", diu, però creu més probable que aquest arribés de fora per aquestes dates, no arribant a la península Ibèrica fins al segle I aC. A jutjar per topònims i antropònims antics, els bascos van arribar primer a Aquitània, on els celtes, cap al 800 o el 500 aC, els van arraconar al costat del mar. Només després, com tants pobles, van baixar cap al sud. Segurament cap al segle I aC van arribar al seu angle d'Hispània, i es van expandir després durant l'edat mitjana. Això és el que creuen avui la majoria dels lingüistes. I els genetistes ens diuen que els seus gens no difereixen substancialment dels actuals bascos. Hi ha exemples d'esdeveniments similars. Durant les migracions germàniques, que van escombrar Europa després de la caiguda de Roma, gairebé totes les tribus eren indoeuropees, excepte els huns i els àvars.
- Quarta hipòtesi: van ocupar els vascons l'actual País Basc en l'antiguitat tardana o en l'alta edat mitjana? Aquesta hipòtesi o teoria de la basconització tardana és defensada per estudiosos com ara Arnaud Oihenart,[2][3] Claudio Sánchez Albornoz, Manuel Gómez Moreno, Jürgen Untermann, Adolf Schulten[4] i José Antonio Vaca de Osma[5] consideren que els vascons van ocupar les terres de l'actual País Basc en temps dels visigots. Dues de les autoritats amb major pes en la lingüística històrica basca, Luis Michelena i Joaquín Gorrochategui, coincideixen en part amb aquesta teoria, però afegeixen que aquesta basconització s'ha produït cap a un substrat que ja era basc, és a dir, va ser un succés que va venir a unificar les tribus basques de la zona, com es pot comprovar pels nombrosos arcaismes que reté el dialecte biscaí.[6]
- Cinquena hipòtesi: va venir el basc a la península Ibèrica des de l'actual estat francès en època històrica? Aquesta hipòtesi és defensada per Larry Trask[7] i pels filòlegs espanyols Francisco Villar i Blanca M. Próspero, que la presenten en el seu llibre Bascos, celtes i indoeuropeus. Gens i llengües, publicat per la Universitat de Salamanca l'any 2005, i per Francisco Rodríguez Adrados que ho fa en Història de les llengües d'Europa, publicat el 2008. Ja se sap que l'antiga teoria bascoiberista està abandonada avui, però el que és menys divulgada és l'escassetat de topònims realment bascos al País Basc del Sud. L'autor estudia això, com és lògic, a partir dels topònims transmesos per fonts antigues. Més freqüents en són a Aquitània. En canvi, hi ha al País Basc peninsular topònims celtes, indoeuropeus i llatins. I alguns antropònims de diverses llengües, només alguns euskèrics. Tot això ofereix dubtes sobre l'origen del basc. A la teoria que és primigeni a la zona i, expulsat en algun moment d'allí, va ser reintroduït des d'Aquitània (teoria de Gómez Moreno, Schmoll, Tovar, Michelena, Gorrochategui), s'oposa una altra que afirma que els bascos són al territori de la península procedents d'Aquitània i arribats bé en els últims segles abans de l'era cristiana, bé en el seu inici (segles II-IV). A aquesta teoria s'inclina Villar; no hi ha dades objectives a favor de l'altra.[8]

Algunes anàlisis genètiques, especialment la promoguda per la National Geographic Society en el seu Projecte Genogràfic, podran afegir elements addicionals per descobrir l'origen de la població basca. A mesura que un nombre més gran de bascos ordenin anàlisis de les seves mostres genètiques, la identitat de la branca basca s'anirà fent més clara en el context de l'arbre genètic global de les migracions.

### Teoria de l'origen comú genètic de bascos, irlandesos, gal·lesos, escocesos i anglesos
El 2001 un estudi científic publicat per la cadena de televisió anglesa BBC va revelar que els bascos i els celtes són «genèticament germans de sang». A aquesta conclusió ha arribat un equip d'investigadors de la University College London (UCL), que després d'haver analitzat i comparat els models genètics de bascos, celtes de Gal·les i celtes d'Irlanda, ha conclòs que són «increïblement similars».

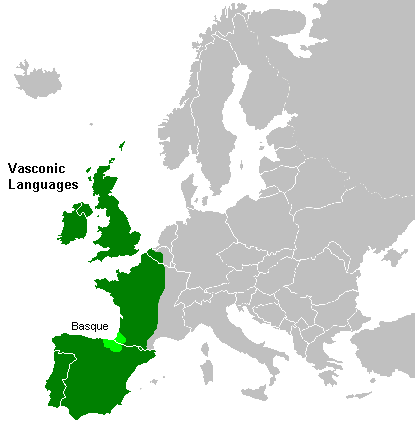
Mapa proposat de l'extensió del substrat basc

Segons la teoria del professor Stephen Oppenheimer de la Universitat d'Oxford, l'investigador David Goldstein de la University College London i el lingüista alemany Theo Vennemann, tant els habitants d'Irlanda com els de la Gran Bretanya (especialment els de Gal·les i Escòcia) tindrien el seu origen en el País Basc i els seus avantpassats bascos haurien viatjat fa 16.000 anys per terra cap al nord creuant Landes, Aquitània i Bretanya fins a les Illes Britàniques durant la glaciació, època en la qual el nivell del mar era més baix que l'actual i les actuals Illes Britàniques estaven unides al continent europeu, cosa que hauria fet possible aquesta migració.
Oppenheimer va indicar que s'havia realitzat una investigació amb 10.000 habitants de les Illes Britàniques: entre el 95% i el 58% del component genètic d'aquests voluntaris coincidia amb el dels bascos, cosa que tirava per terra la teoria que els habitants de les Illes Britàniques eren descendents genètics directes dels celtes.
El 90% del component genètic dels voluntaris irlandesos corresponia al dels bascos, el 80% del dels gal·lesos, i el 70% del dels escocesos i anglesos. Per tant, serien dos terços dels habitants d'aquestes illes els que tindrien un origen comú amb els bascos. Més tard es van donar les invasions de vikings i normands a les Illes Britàniques, dels quals els seus actuals habitants, especialment els anglesos i part dels escocesos, serien descendents, un 5% dels vikings i 5% dels normands.
Segons Dan Bradley, genetista de la Universitat Trinity College de Dublín, "hi ha una concordança significativa entre els orígens genètics irlandesos i bascos». En paraules d'aquest investigador, «quan es mira tots aquests elements en el seu conjunt, comença a observar-se una imatge que ens deixa veure que, al llarg de tota la costa atlàntica d'Europa, que inclou més o menys totes les àrees celtes i la zona pirinenca, incloent-hi el País Basc, es produeixen àmplies similituds tant en el cromosoma I com en l'ADN mitocondrial i, fins a un cert punt, també en el d'alguns grups sanguinis: per exemple, el grup O. D'entre els diversos haplogrups d'ADN mitocondrial que es troben a Europa, existiria un vincle entre l'haplogrup H d'ADNmt-mtDNA. Com que es produeix una repetició constant, això significa que és molt improbable que sigui un resultat erroni, la qual cosa ens fa veure que hi ha certes similituds en aquesta àrea. Això requereix una explicació i és molt difícil de descobrir quina n'és la correcta, perquè estem mirant el passat i no podem tornar-hi. Però hi ha algunes idees, una n'és que fa molt de temps, quan van sorgir les poblacions celtes de l'Europa occidental, potser aquests pobladors procedien del sud del continent. L'altra possibilitat és que, en l'antiguitat, el mar no era vist com un impediment per comunicar-se, sinó com una oportunitat. Si mirem al sud-oest d'Irlanda, la seva zona més accessible per mar és pel sud-oest de l'illa de la Gran Bretanya, per Bretanya i pel golf de Biscaia.

## Edat antiga
Si la hipòtesi vàlida fos que els bascos van arribar a Europa amb els cromanyons en temps prehistòrics, estarien establerts a tot Europa una sèrie de tribus que parlaven llengües d'una mateixa família lingüística (el que s'ha anomenat el protobasc) i tindrien relació cultural entre si. Si ho fos la de l'expansió bascona en els anys foscos, els bascos no van ocupar tot el que actualment es defineix com País Basc (Euskal Herria) fins al segle VI o V aC. Les altres hipòtesis són intermèdies. No obstant això, avui en dia es desconeix quina n'és la vàlida.
Segons els historiadors romans Estrabó, Plini el Vell, Pomponi Mela, Luci Flor o Sili Itàlic, la zona estava habitada en temps preromans per diverses tribus, l'idioma i filiació de les quals ens són desconeguts. Només dels aquitans hi ha constància que parlaven basc. La distribució de tribus i zones ocupades per vàrduls, caristis i autrigons varien segons cada historiador. La distribució de Ptolemeu, la més completa, era la següent:
- Càntabres, donava aquest nom als pobles que habitaven entre el riu Sella i el riu Asón.
- Autrigons, establerts entre l'Asón i el Nervión.
- Caristis, establerts entre el Nervión i el riu Deba a l'actual Guipúscoa.
- Vàrduls, que ocupaven l'actual Guipúscoa a excepció de la vall del Deva i del Bidasoa.
- Vascons, que ocupaven el que avui és Navarra, nord-oest d'Aragó i nord-est de La Rioja.
- Aquitans, que estaven entre el riu Garona i els Pirineus.
- Berons, ocupaven el territori de l'actual Rioja Alta, part de la Rioja Alabesa i alguns enclavaments a Burgos, oest de Navarra i nord de Sòria.[12]

Altres col·loquen càntabres i vascons com tribus frontereres, i per a altres, entre vascons i càntabres només hi havia els vàrduls. Plini diu que Portus Ammanus (la romana Flaviobriga i l'actual Castro-Urdiales) era una ciutat vàrdula, cosa que es contradiu clarament amb la distribució de Ptolemeu. Encara que hi ha diverses teories que consideren que els vascons es van estendre pels territoris bascos (d'aquí el terme) i que per aquesta raó s'hi parla basc, i es van barrejar amb els celtes que fugien de la pressió romana a l'Ebre, i es crearen els dialectes del basc.
Els territoris d'aquestes tribus estaven políticament repartits en diferents convents jurídics d'Hispània i la Gàl·lia. Els vascons depenien administrativament del convent Caesaraugustà, la capital era l'actual Saragossa. Els vàrduls, caristis i autrigons depenien del convent Cluniensis, la seu n'era a Clunia, a la província de Burgos. I els aquitans estaven inclosos en la Gàl·lia.
No hi ha més notícies de vàrduls, caristis i autrigons, fins que al segle IX s'esmenta per primera vegada Castella, abans anomenada Bardulia.

### Guerres sertorianes
El territori bascó es va veure profundament implicat en la Guerra de Sertori. Quint Sertori es trasllada l'any 77 aC a la vall de l'Ebre i instal·la la seva caserna a Osca i aquest mateix any, travessant el pas del Pertús, hi arriba Gneu Pompeu Magne, enviat per Roma, que aconsegueix la simpatia de molts vascons, especialment a la zona de l'Ebre. Això fa que ciutats pròximes prenguin partits diferents: mentre Calagurris (actual Calahorra) es manté fidel a Sertori, Gracurris aposta per Roma, i la zona de l'Ebre és la més convulsionada pels enfrontaments entre els dos bàndols.
A l'hivern de l'any 75 aC Pompeu funda la ciutat de Pompaelo (actual Pamplona). Sertori és assassinat a traïció a Osca l'any 72 aC, última plaça fidel a l'ideal de Sertori. Aquest setge, realitzat per Afrià, general de Pompeu, va durar fins a l'any 67 aC, i portà els seus habitants fins a l'extrem d'haver de recórrer a menjar-se'n els cadàvers.

### Camins
Cinc dels trenta-quatre camins de l'itinerari d'Antoní passaven per territori bascó, i era el més important el XXXIV, que unia Asturica (Astorga) amb Burdigalia (Bordeus) passant per Velegia, Veleia i Pompaelo (Pamplona), amb la qual cosa recorria la vall de l'Ebre unint Deòbriga amb Caesaraugusta (Saragossa) passant per Calagurris (Calahorra), Graccurris (Alfaro) i Cascantum (Cascante). Pompaelo s'unia amb la costa i els passos pirinencs així com amb la via de Caesaraugusta a Graccurris. Algunes vies secundàries unien la calçada XXXIV amb els ports costaners del Cantàbric.

### Presència de vascons en l'exèrcit romà
Es té constància de la presència de vascons en l'exèrcit romà almenys des del segle i aC, tant en cohorts com en legions i en els pretorians. Igualment se sap de l'existència de cohorts de vascons, la Cohors II Vasconum civium Romanorum va estar destinada a Germània. Aquesta cohort va ser posteriorment destinada a Britannia i l'any 156 a la Mauritània Tingitana. August va tenir la seva guàrdia personal formada per vascons i berons calagurritans, que van ser llicenciats després de vèncer a Marc Antoni. El costum de guàrdies personals formades per ibèrics va ser molt comú entre els generals, per la seva fides (fidelitat) i devotio (devoció) cap al seu cap.

## Edat mitjana

### El comtat i el Regne de Pamplona

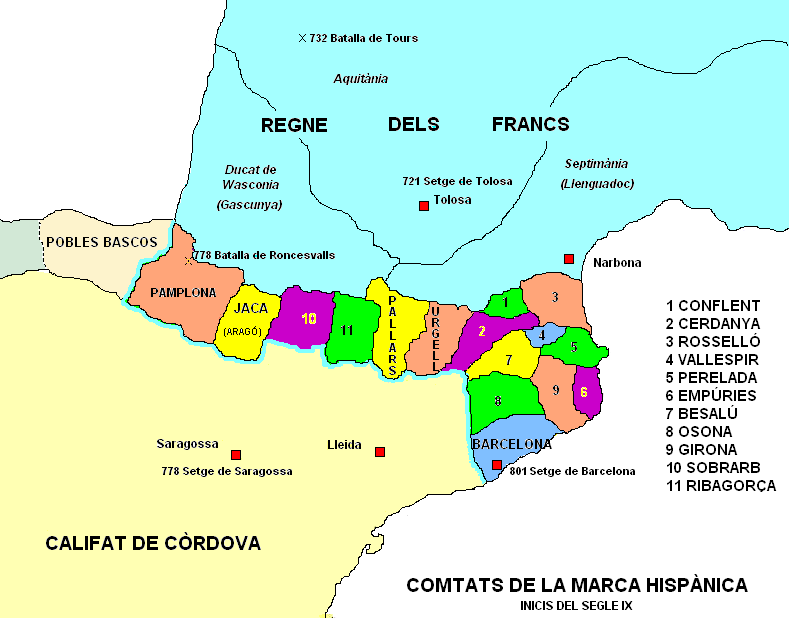
Navarra amb els altres comtats originaris de la Marca Hispànica

El Regne de Navarra va ser un dels nuclis pirinencs de la Marca Hispànica de resistència cristiana davant de la dominació islàmica de la península Ibèrica, igual que el Regne d'Aragó i els comtats catalans, o el Regne d'Astúries a la serralada Cantàbrica. El títol del príncep hereu era el de príncep de Viana. El nom "Navarra" deriva de nava, un nom comú per a les valls planes envoltades de turons (vegeu Las Navas de Tolosa) i la paraula basca herri, que vol dir 'país'. El nom "Navarra" va començar a aparèixer cap a la fi de l'època visigòtica, vers el segle vii. El Regne de Navarra va evolucionar com a tal des del comtat de Pamplona, la seva capital històrica, quan el cabdill basc Ènnec Arista (Eneko Aritza en èuscar) dirigí una revolta contra els francs i va ser nomenat rei a Pamplona, el 824, creant així el Regne de Pamplona.
El comtat de Pamplona es va formar al territori tradicional dels vascons, una tribu preromana, que ocupava el flanc meridional dels Pirineus i la part occidental del golf de Biscaia. Poc se sap de la història primerenca del país, però és cert que ni els romans, ni els visigots ni els musulmans van aconseguir sotmetre els habitants de la regió, que s'havien mantingut al marge del procés de romanització. En el curs del segle vi es produí una emigració considerable de vascons al nord de la serralada pirinenca, a conseqüència de la pressió d'atacs dels reis visigots a l'oest i al sud, així com d'un buit de poder als límits del control franc a Aquitània. Així els vascons van mantenir la seva independència.
El pas de Roncesvalls, que condueix de França a Navarra, va fer de la regió un important punt estratègic a partir del segle vi. Els vascons es van defensar amb èxit contra els invasors musulmans així com dels francs; la dominació de Carlemany, que va conquistar Navarra el 778, fou de breu durada, ja que el mateix any el derrotaren al mateix pas de Roncesvalls. És probable que un poder autònom o lligat al ducat de Gascunya aconseguís el poder a Pamplona per un temps, però el 799 els musulmans hi tornaven a dominar, doncs en aquest any el governador Mutarrif, de la família dels Banu Qasi, fou assassinat; després d'això la família dels Ènnecs va prendre el poder, però hauria estat enderrocada el 806 per la família francòfila dels Belascos, i entre l'any 806 i el 812 Navarra estigué de nou sota control franc.
El 812 els vascons es van revoltar i els Ènnec, en aliança als Banu Qasi, van intentar restablir el seu domini. A l'assemblea general del Regne d'Aquitània a Tolosa el 812 es va decidir combatre la revolta. Les forces de Lluís el Pietós van arribar a Dacs, on començaven les terres dels vascons i va fer ofertes de negociació, cridant als principals nobles que podien col·laborar amb els rebels del sud, la major part dels quals van refusar acudir-hi. Llavors va avançar cap a Pamplona, va devastar el país i va obligar els rebels a demanar la pau, que els fou acordada. Lluís va entrar a Pamplona i tornà poc després a l'altre costat dels Pirineus; per evitar una altra sorpresa a Roncesvalls va prendre mesures destacant una part de l'exèrcit a controlar el pas; tot i les precaucions, encara fou atacat en un punt del congost, però els francs, ja sobre avís, van resistir l'atac fins que els vascons se'n van retirar. El seu duc fou penjat segons l'Astrònom (que no en dona el nom). Lluís va exigir ostatges i va acabar de passar els Pirineus sense més incident.
Els emperadors francs, però, a causa de les dificultats del país, no podien controlar completament els límits perifèrics del seu imperi. Una vegada va sortir del país Lluís, el domini franc s'hi devia esvair. Fou llavors quan es va iniciar la formació d'una dinastia de vascons. Així, el 824 Ènnec Arista, fill d'Ènnec, fou escollit rei de Pamplona, mentre el seu germà gran Garcia Ximenes rebia el ducat de Gascunya. El fill d'aquest, Ximeno I, fou proclamat rei a la mort d'Ènnec el 852, però els nobles navarresos preferiren el fill d'Ènnec, Garcia I, com a successor, i n'iniciaren una primera dinastia a Navarra. El 905, Sanç I, net de Ximeno I, fou nomenat rei canviant la dinastia Arista per la Ximena.

### El Regne de Pamplona

#### La dinastia Ximena
El primer rei històric de Navarra fou Sanç II Garcés, dit Abarca, que va governar des de Pamplona com a rei de Navarra i comte d'Aragó a partir de l'any 970 fins al 994. Sembla que fou el 987 quan es va proclamar rei de Navarra, i utilitzà aquest títol per primera vegada. Tot i això, els governants anteriors, amb títol o no, continuen sent considerats també reis de Navarra o reis de Pamplona.
Sota Sanç II i els seus successors, Navarra va arribar a estendre's vers el sud. Amb l'arribada de Sanç III el Gran va atènyer el màxim exponent de poder. Així aquest rei de Navarra i comte d'Aragó es va casar amb l'hereva del Regne de Castella Múnia I, i uní també aquesta corona sota el seu poder a partir de 1029. Aquest fou un període de gran prosperitat i va aconseguir estendre Castella fins al riu Pisuerga i Cea. A la seva mort el febrer de 1035 la vasta herència es repartí entre els seus quatre fills i va esclatar una lluita entre Garcia Sanxes i Ferran I de Castella pel repartiment de terres castellanes: morí Garcia en la batalla d'Atapuerca el 15 de setembre de 1054. Els territoris de Sanç III no s'uniren de nou fins a Ferran el Catòlic: el Regne de Castella s'ajuntà posteriorment al Regne de Lleó; el comtat d'Aragó s'uní per matrimoni dinàstic amb el comtat de Barcelona, mentre el Regne de Navarra es mantingué independent, si bé tingué períodes sota poder del comtat de Xampanya i posteriorment del Regne de França.
Els descendents de Sanç III tingueren sota el seu poder les actuals Navarra i País Basc, que posteriorment passarien al Regne de Castella, i al nord dels Pirineus la Baixa Navarra, que actualment forma part de França. Així mateix arribaren a dominar el nord de l'actual província de Burgos, així com part de La Rioja i dels voltants de Tarassona.
Mentre Navarra estigué federada al Regne d'Aragó i la posterior Corona d'Aragó (1076-1234) estigué lliure d'agressions externes a l'est, però mai recuperà el territori occidental pres per Castella. L'any 1200 Alfons VIII de Castella va annexionar les províncies basques de Biscaia i Guipúscoa. I és que si bé Sanç III repartí la seva herència entre els seus fills, i separà així Navarra d'Aragó, entre 1076 i 1134 estigueren unides novament sota domini dels reis d'Aragó.

### El Regne de Navarra

#### La dinastia Ximena
A la mort de l'últim d'aquests reis, Alfons I d'Aragó i Pamplona, sense descendència, Aragó passà al germà petit Ramir II d'Aragó mentre Navarra passà a un descendent il·legítim de Garcia IV Sanxes III de Navarra i net de Rodrigo Díaz de Vivar, Garcia V Ramires, primer a proclamar-se rei de Navarra.
Aquest, per ascendir al tron, va haver de lliurar La Rioja a Castella el 1136, i la ciutat de Tarassona a Aragó el 1157, així com es declarà vassall del rei Alfons VII de Castella. El fill d'aquest, Sanç VI, aconseguí fortificar Navarra i va donar furs a un bon nombre de ciutats.
Sanç VII es va apropiar dels rèdits d'esglésies i convents, i construí grans palaus. Mentre aquest es trobava absent a Àfrica, en un viatge induït com a expedició aventurera, els reis de Castella i Aragó van envair Navarra, cosa que comportà la pèrdua de la província d'Àlaba. Però aquest rei sempre serà recordat per la gran empenta que va proporcionar en la batalla de Las Navas de Tolosa el 1212, ja que gràcies al seu coratge s'aconseguí la victòria definitiva sobre els musulmans i es donà el gran salt per a la conquesta cristiana.
La seva mort sense fills i la de la seva germana Berenguera de Navarra, casada amb Ricard I d'Anglaterra, també sense descendència, comportà la fi de la dinastia Ximena i la instauració de la dinastia Xampanya, gràcies al casament de la seva germana més jove, Blanca de Navarra, amb Teobald III de Xampanya.

#### Dinastia Xampanya
Tot i la reclamació per part dels comtes reis de la Corona d'Aragó sobre la sobirania de Navarra, els comtes de Xampanya regnaren a Navarra gràcies al suport de la noblesa navarresa.
Teobald I de Navarra, fill de Teobald III, va fer de la seva cort un gran centre neuràlgic per a la poesia trobadoresca. A partir d'aquest moment la dinastia Xampanya inicià un acostament a la monarquia francesa gràcies al casament de l'anterior amb la germana del rei Lluís IX de França, i la del fill d'aquests, Teobald II, amb la germana de Felip III. Finalment Blanca d'Artois, la vídua del rei, amb una Navarra envaïda altre cop per les corones castellana i aragonesa, buscà refugi a la cort francesa i feu que la filla del difunt Enric I de Navarra, la reina Joana I de Navarra, es casés amb el seu cosí el rei de França Felip IV, i així s'inicià una nova dinastia regnant a Navarra, la dinastia Capet.

#### Dinastia Capet
Entre 1284 i 1328 la corona navarresa es mantingué sota l'empara dels últims reis capets francesos. El 1328 a la mort de Carles IV de França, últim rei de la dinastia Capet, Navarra es declarà independent i es va entronitzar reina de Navarra Joana II, filla de Lluís X de França. Aquesta l'any següent es casà amb Felip III Evreux, que inicià una nova dinastia.

#### Dinastia Evreux
Joana II i Felip III, net de Felip III de França, governaren conjuntament el regne. Foren anys de lluita contra els musulmans i de participació activa, per part de Navarra, en la Guerra dels Cent anys en el bàndol anglès. El juny de 1374, a petició de Lluís I de Provença, un exèrcit castellà i francès va posar setge a Baiona, punt clau de comunicació entre el Regne de Navarra i el d'Anglaterra. Els castellans van posar setge per mar i per terra, però la resistència de la ciutat i la manca de col·laboració francesa va obligar a aixecar el setge.
La dinastia Evreux governà fins al 1441, quan morí la reina Blanca I de Navarra, per la qual cosa el regne passà al marit d'aquesta, el príncep Joan d'Aragó.

#### Dinastia Trastàmara
A la mort de Blanca I de Navarra el Regne de Navarra passà a mans del seu marit, cosa que comportà l'aparició de greus enfrontaments entre Joan i els seus fills. Així la Guerra Civil navarresa provocà l'enfrontament entre els beaumontesos, partidaris de Carles de Viana (hereu legítim a la mort de la seva mare Blanca), i els agramontesos, partidaris del príncep d'Aragó. El 1425, Carles fou derrotat, empresonat i desheretat pel seu pare. La mort el 1461 de Carles per causes naturals (tot i que hi ha qui parla d'un possible enverinament per part de la seva madrastra Joana Enríquez) va provocar que la filla segona del príncep, Blanca II, fos designada hereva del regne pels partidaris de Carles. A la mort de Joan II, el qual havia ascendit el 1485 al tron de la Corona catalanoaragonesa, la tercera filla entre aquest i Blanca I, Elionor I de Navarra, fou nomenada reina.

#### Dinastia Foix
Elionor I s'havia casat el 1436 amb Gastó IV de Foix, per la qual cosa el seu net Francesc I de Navarra inicià una nova dinastia regnant. La germana d'aquest, Caterina I de Navarra, finalitzà la breu dinastia en casar-se amb Joan III Albret.

#### Dinastia Albret
El 1512, amb Caterina I en el poder, Ferran el Catòlic envaí l'Alta Navarra (la part situada al sud dels Pirineus) i l'annexionà a la Corona catalanoaragonesa i, al cap de tres anys, a la Corona de Castella. A partir d'aquell moment la dinastia d'Albret passà a governar només l'Alta Navarra, i es mantingué en el poder fins al 1572, any de la mort de Joana III de Navarra.

#### Dinastia Borbó
El casament d'aquesta amb Antoni de Borbó comportà l'entronització d'una nova dinastia regnant a Navarra, la dinastia Borbó, que en fou l'última. Així, el fill de Joana III, Enric III de Navarra, ascendí el tron el 1572 mentre el 1598 fou nomenat rei de França amb el nom d'Enric IV. El fill d'aquest, Lluís XIII, fou l'últim rei de Navarra, ja que el 1620 aquest títol serà revertit a la Corona francesa.

## Edat contemporània

### Origen del nacionalisme basc
El nacionalisme basc té els seus antecedents a finals del segle xviii, en la filosofia de Johann Gottfried Herder i el seu concepte de Volksgeist ('la voluntat del poble'), idea que posteriorment va ser seguida i desenvolupada per autors com Fichte i Schelling (vegeu nacionalisme basc).
Alguns autors es remunten a l'època de l'origen i esplendor de l'antic Regne de Navarra, en el qual veuen els orígens d'aquest moviment ideològic. L'alabès Landazuri parla el 1780 de país bascongado. El 1801, l'investigador alemany Wilhelm von Humboldt va recórrer el país i el reconeix expressament com a nació basca.
Deu anys més tard el senador labortà Dominique Joseph Garat preconitza la formació d'un "estat nacional basc" amb els territoris d'ambdós costats dels Pirineus, la bandera dels quals i escut serien els de Navarra. Precisament serà la Diputació de Navarra la institució que, el 1864, convida les altres tres a participar en un projecte mancomunat al qual denomina "Laurac bat" (quatre províncies unides en una sola), en record de la unitat dels quatre territoris de la Vascònia peninsular.

#### Simbologia nacionalista basca

Lauburu

El nacionalisme basc, igual que altres ideologies, té una simbologia pròpia. Cada Diumenge de Resurrecció els partits nacionalistes bascos celebren l'Aberri Eguna, o dia de la pàtria basca. Sabino Arana Goiri va establir el vocable "Aberri" (Pàtria) per primera vegada per sintetitzar l'existència d'una paraula en èuscar o basca per denominar l'anhel de la seva ideologia. Amb aquest mateix sentit sorgiria el concepte "Euzkadi", creat per Arana en oposició al concepte "Euskal Herria", utilitzat àmpliament fins llavors pels partits que ell considerava "espanyolistes". De la paraula "Aberri" es desprèn "Abertzale" (Patriota), que és sovint emprada pels partits nacionalistes per a referir-se a la comunitat que representen i és usada particularment pels sectors radicals nacionalistes d'esquerra.
Altres símbols del nacionalisme són la Ikurriña (literalment 'Bandera'), dissenyada pels germans Arana per ser en principi la bandera de Bizkaia; la seva extensió va donar lloc que fos acceptada com a bandera oficial del País Basc.
El lauburu: estela solar d'origen desconegut i molt similar a símbols molt estesos per altres cultures. Literalment significa 'quatre caps'; alguns autors han establert connexions entre aquest emblema, habitual en les tombes medievals de tot el Cantàbric, amb el "Lábaro càntabre". El nacionalisme l'ha identificat com a símbol de la unió dels quatre territoris bascos peninsulars (Àlaba, Biscaia, Guipúscoa i Navarra, a cadascun dels quals correspondria un dels caps del Lauburu). Aquesta unió és nominalment coneguda com a "Laurak Bat" (quatre en un) i es convertiria en "Zazpiak Bat" (set en u), afegint els tres territoris ultrapirinencs (Lapurdi, Zuberoa i Behe Nafarroa).
L'arrano beltza, literalment 'àguila negra', fou el segell del Sanç Garcés III de Pamplona. És assimilada com a primera bandera de Bascònia, fins i tot per sectors d'extrema dreta nacionalista espanyola.
La conflictivitat social i política basca també ha convertit en símbols nacionalistes certes manifestacions culturals basques, en oposició i com diferenciació de les que consideren manifestacions culturals foranes i concretament "espanyoles", com pot ser l'"olentzero", substitut basc del Pare Nadal, que reparteix regals la revetlla de Nadal, l'esport rural basc, la celebració d'alguns carnestoltes i festes populars, la mitologia basca...

### Guerres carlines

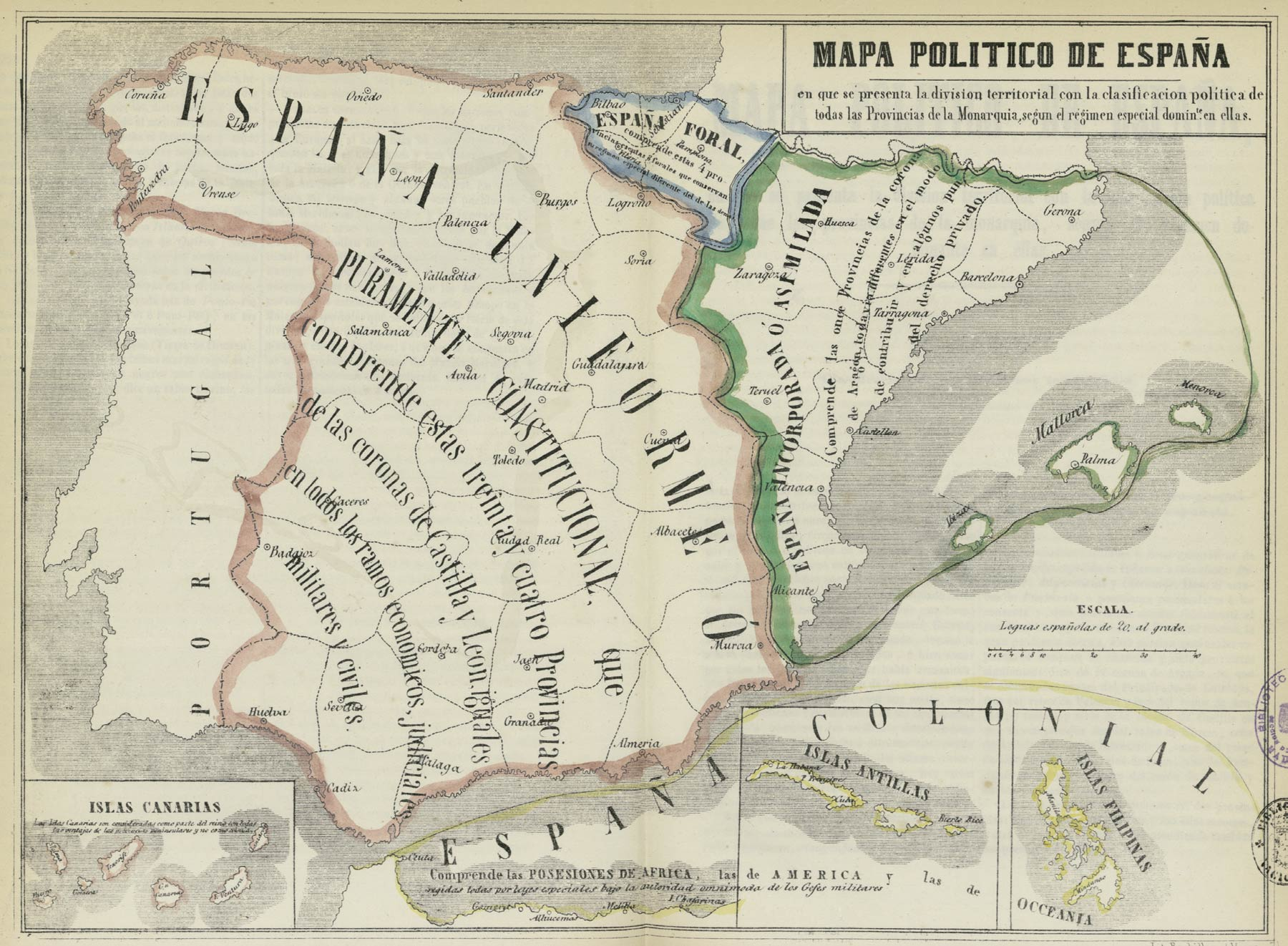
L'estat espanyol el 1854, després de la Primera Guerra Carlina

Després de la Primera Guerra Carlina, els furs de les tres províncies basques queden pendents de reforma, sense arribar a derogar-se; mentre que el fur navarrès serà reformat entre les elits polítiques de l'antic virregnat i el govern del general Espartero. Sorgeix llavors el moviment dels "foralistes", generalment de cort liberal, que aposten pel manteniment sine die de l'estatus foral de les províncies d'Àlaba, Biscaia i Guipúscoa. No serà fins al final de la Tercera Guerra Carlina, quan Antonio Cánovas del Castillo derogui definitivament els furs bascs, per haver estat utilitzats pels insurgents carlins com a bandera de la seva causa amb gran acceptació entre la població rural dels territoris bascos.
El 1881 Pedro de Soraluce-Zubizarreta és l'autor d'una bandera d'Euskal-Erria (sic), vermella per Navarra i blanca per les tres províncies bascongades que desfila a París aquest any en un homenatge a Victor Hugo. L'ensenya venia acompanyada d'una estrella daurada a cada angle, un escut amb els de les quatre províncies coronat per la corona reial, en cada caserna un cap de rei moro per recordar el lauburu i el lema Laurac-bat sobre una cinta amb els colors d'Espanya, en record de la germanor basconavarresa.

#### Augustin Chaho
Joseph-Augustin Chaho, escriptor suletí nascut a Tardets-Sorholus el 1810 i mort a Baiona el 1858, és considerat predecessor del nacionalisme modern, ja que en Viatge per Navarra durant la insurrecció dels bascs al 1836, és a dir, durant la Primera Guerra carlina, realitza una formulació explícita del nacionalisme basc. No obstant això, el llibre no va ser redescobert i traduït a l'espanyol fins a 1933, per part d'un membre de l'ala laïcista del nacionalisme basc (ANV), que buscava algun referent protonacionalista exempt de l'integrisme catòlic de Sabino Arana. En aquest llibre, juntament amb altres texts, com els apareguts en els seus articles per al periòdic Ariel i en l'obra Paraules d'un basc als liberals de la reina Cristina, Chaho expressa aquests continguts, segons resumeix Eukeni Goyhentxe: 
| « | La independència basca es justifica per: la geografia; una frontera artificial divideix la unitat natural del poble basc; la llengua, que haurà d'ensenyar-se, la història, en la qual els bascos han ocupat un paper gloriós fins a l'arribada dels Bàrbars; el dret, els furs, que garanteixen la veritable llibertat i la veritable igualtat, contra el fals liberalisme que duu al despotisme, i contra el capitalisme %[…]. Contra la conspiració franc-espanyola predica la violència fins a la insurrecció armada, tret que una federació basca restauri els furs i agrupi als bascos entre França i Espanya | » |

Va ser periodista i va fundar i dirigir el periòdic Ariel, escriptor romàntic, investigador de l'èuscar i hinduista. També va inventar la llegenda d'Aitor. El seu ideari a més d'expressar-los en els articles del seu periòdic, apareix en l'obra Paraules d'un basc als liberals de la reina Cristina. «És un socialista revolucionari, és procarlí perquè s'adona que els carlins defensen els furs i, per tant, la independència basca» segons resumeix la historiadora Eukeni Goyhenetxe. En una frase de Chaho: «La restauració de la nacionalitat vascona està encara ben lluny, sens dubte, però el seu dia arribarà.
Segons Jon Juaristi, ferm defensor de postures contràries al nacionalisme, que ha escrit sobre les que denomina fantasies mitològiques en què s'assenta el nacionalisme basc original, Chaho va ser un "mixtificador" però amb bons dots d'escriptor i "de notable imaginació per a recrear mites", tan en voga durant el romanticisme. No obstant això, en opinió de Juaristi, la història i la cosmovisió que Chaho atribuïa als bascos és una mera adaptació dels mites aris, que els romàntics alemanys acabaven de reelaborar a partir de les traduccions de texts brahmànics i avèstics. Aquests texts alemanys van arribar a França per Charles Nodier, de qui Chaho va ser entusiasta seguidor abans de convertir-se en solitari promotor del protonacionalisme basc. A Chaho no se li va conèixer cap seguidor durant la seva vida, excepte el seu editor, l'impressor de Baiona Lesseps, i solament un segle després els seus textos van començar a ser llegits amb entusiasme al sud dels Pirineus per part del sector anticlerical del nacionalisme basc.

#### Serafín Olave
Un dels primers a reclamar la unió política de part d'Euskal Herria, formada per les províncies basques, Rioja, Navarra i Ultrapuertos va ser el liberal Serafín Olave, que va elaborar un projecte de constitució que integrava el furisme i el federalisme, per "la patriòtica tendència a tan fraternal i convenient unió" entre aquests territoris.

#### La Gamazada (1893)
Després de la pèrdua de la independència dels territoris forals, el ministre Germán Gamazo y Calvo va pretendre realitzar un canvi en el sistema financer de Navarra que l'assimilava al que ja existia en altres províncies. Això va crear un ambient preinsurreccional de gran tensió que juntament amb la Sanrocada, van provocar un auge gradual del naixent nacionalisme basc.

### Sabino Arana Goiri

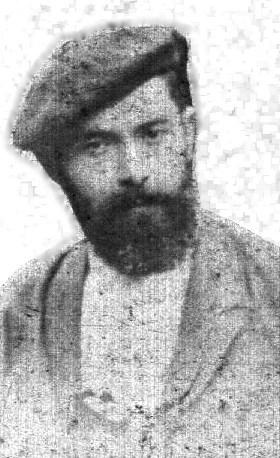
Sabino Arana

Sabino Arana Goiri, amb el seu germà Luis, és considerat el pare del nacionalisme basc. Procedeix d'una acabalada família profundament catòlica i d'orientació carlina, la qual cosa l'obligà a exiliar-se de la seva ciutat durant la guerra carlina juntament amb la seva família, en ser Bilbao un bastió liberal. Els germans Arana són els creadors d'alguns moderns senyals d'identitat basca: la "ikurriña" (avui, també bandera oficial d'Euskadi), basant-se en símbols representatius com la creu de Sant Andreu, i el substantiu Euzkadi, neologisme similar a "Euskal Herria". També és de la seva creació el terme aberri (pàtria) i la lletra de l'actual himne del País Basc. Algunes d'aquestes creacions van ser criticades per personatges com Miguel de Unamuno o Arturo Campión.
Arana va morir amb només 38 anys de vida, però en uns pocs anys va portar a terme una extraordinària i incessant activitat per la recuperació de la seva pàtria, a la qual creia ja gairebé perduda. Va ser perseguit judicialment pels seus rivals polítics per delictes d'opinió i empresonat injustament diverses vegades, perquè en la majoria de processos judicials va resultar absolt.
Analitzant la història i els costums ancestrals del poble basc reclamava el reconeixement d'aquest com nació sobirana, sostenint que la pervivència de la seva llengua (èuscar) implicava forçosament que el sempre catòlic poble basc mai havia estat sotmès i mai hauria renunciat a la seva sobirania, que manifestada en els furs, suposaven un pacte entre nacions sobiranes que no era respectat per l'estat espanyol. Advocava perquè cada territori històric seguís el seu propi camí nacionalista i democràtic fins a la conformació d'una "Euskeria" catòlica i federal.
Un dels pilars del nacionalisme basc en origen, que és assenyalat com a concepte identitari dels bascs, a més de la història, la religió i les tradicions, és l'existència d'una "ètnia basca" de parla basca, pura i aliena a barreges amb altres ètnies, especialment l'"espanyola" a la qual Arana considerava com a invasora, deslleial, anticatòlica i, per això, especialment impura, una mica del nacionalisme romàntic europeu que va usar com a base ideològica i que estava molt estès en la societat europea del moment. Ha de destacar-se que en aquesta època al·ludir al concepte de "raça" era una mica normal i contínuament citat per intel·lectuals espanyolistes de l'època com Ramón Menéndez Pidal o Miguel de Unamuno i no tenia el matís pejoratiu actual, ja que fins a 1881 no va ser abolida l'esclavitud a l'estat, malgrat les reticències del llavors president Cánovas del Castillo. Arana no va poder comprendre el canvi ocasionat en la seva terra després del sorgiment de la revolució industrial; en pocs anys la tradicional població basca havia estat desplaçada per l'arribada d'immigrants procedents d'altres províncies, triplicant en algunes zones la població autòctona; els forans van implantar els seus costums laïcistes, la seva ideologia liberal aconfessional i la seva llengua castellana, a la qual cosa es va oposar amb fermesa el nacionalisme basc d'Arana, que defensava els ideals tradicionals, catòlics i furistes i considerava que, en poc de temps, aquests nouvinguts, portarien la destrucció del poble basc tradicional, pensament pragmàtic que compartien els seus contemporanis.
Per a Arana, els invasors "maketos", eren l'encarnació dels mals que afligien la pàtria basca, mot utilitzat per Arana d'origen preromà ("magüeto"), usat en la província limítrofa de Cantàbria; després de la revolució industrial va ser utilitzat popularment en la zona minera biscaïna on els obrers bascs deien "makutuak" als arribats de l'exterior. Segons cita el mateix Arana, els quatre partits catòlics de l'època eren de tendència basquista: carlins, euskalerriacs, integristes i nacionalistes, estaven totalment d'acord que els immigrants eren els odiats invasors del territori basc que representaven físicament la destrucció de les maneres de vida tradicionals dels bascos, no per la seva condició de forans sinó perquè importaven idees que Arana i la resta dels citats partits consideraven contràries als costums bascos. Els "maketos" eren els genuïns representants de la mesquinesa espanyola i de la seva inferioritat ètnica i cultural. El "maketo" per a Arana personifica els seus dos grans dimonis: el secularisme (els obrers són en la seva major part gent que blasfema i s'enfronta a l'Església), i la industrialització (que destrueix la societat rural ideal d'Arana).
Segons manifesta Antonio Guerrero Torres, en els seus primers anys d'existència, el nacionalisme basc i el Partit Nacionalista Basc (PNB) com la seva expressió política, manté una relació de rebot visceral cap al liberalisme, fos aquest de signe conservador o progressista i, per això, Arana també es va enfrontar al nou Partit Socialista Obrer Espanyol (PSOE), que representava els interessos dels obrers forans que treballaven en la mineria i siderúrgia biscaïna. Per evitar que els obrers bascos haguessin d'afiliar-se als sindicats "espanyolistes" per defensar els seus interessos laborals, el nacionalisme basc va organitzar el seu propi sindicat, Solidaritat de Treballadors Bascos (ELA-STV), en l'òrbita del sindicalisme cristià —cosa que li va valer l'apel·latiu de sindicat "groc" per regir-se per la doctrina oficial de l'Església—, i es va enfrontar als sindicats socialistes i en menor mida als anarcosindicalistes representats respectivament per UGT i CNT.
Segons l'historiador John Sullivan, en el seu llibre El nacionalisme basc radical: 1959–1986: «Tant la UGT com el PSOE eren activament anticlericals, per això les seves doctrines es van considerar perilloses i immorals per gran part de la població catòlica basca». Arana, malgrat oposar-se als socialistes, és també anticapitalista, no per consciència de classe proletària, sinó per considerar també el capitalisme com a expressió de la destrucció de les formes de vida tradicionals de la nació basca. Critica els capitalistes que «espremen l'obrer», però en el seu pensament no deixa de tenir pes que aquests capitalistes són els liberals als quals ha combatut sempre, i que tenen en les seves mans tots els ressorts de l'estat del qual tant abomina.
És per això que inicialment Arana denomina "fenicis" als "euskalherrikos" de Ramón de la Sota, per anteposar els seus ingressos econòmics a l'esperit basc. No podem oblidar una idea clau en la ideologia aranista com és l'exacerbat catolicisme, present en les seves arrels carlines, i que contribueix, justifica i també suavitza les seves fins independentistes. Per a Sabino Arana el problema resideix en la concepció comunitària de la fe; la "Bizkaia" per la qual van lluitar els seus pares estava totalment perduda per a la fe de Crist; així, car el refugi de la fe ha de ser la nació biscaïna. Perquè els biscaïns puguin salvar-se col·lectivament com a poble, han d'independitzar-se dels espanyols, un poble que ha sucumbit al virus del liberalisme. A partir d'aquesta visió integrista (entenent per integrisme la visió íntegra de la fe catòlica de l'època), els germans Arana aixequen una ideologia que busca la salvació col·lectiva dels biscaïns en primer terme, per acabar per estendre's a tots els bascos en particular. Altre factor d'unió del poble basc constituïa per a Arana la seva llengua comuna autòctona (èuscar), i considerant el caràcter únic de l'idioma, el va impulsar com a barrera lingüística enfront de l'espanyolisme i es va fomentar la convicció que els bascos constituïen una ètnia a part; que eren, com va dir Orson Welles, una mica així com els indis als Estats Units.

### Partit Nacionalista Basc
El primer partit polític obertament nacionalista és el Partit Nacionalista Basc (EAJ-PNB) fundat per Sabino Arana en el context del corrent del romanticisme, que organitzativament va resultar nou per a la seva època en comparació amb els partits tradicionals, que resultaven molt poc participatius i tenien una fèrria estructura de "partits de quadres", amb la sola excepció del citat PSOE.

Bandera creada per Sabino Arana el 1894

Els Arana es van preocupar que el seu partit el formés una base social tenint com referencia els "batzokis", configurats com a centres basquistes que constituirien una mica més que seus d'un partit. Aquests es van dotar d'un funcionament democràtic intern i participatiu entre els seus membres, que tenien al principi restringida l'afiliació, i fins i tot l'entrada, en virtut dels seus orígens genuïnament bascos. Eren els membres d'aquests centres els que designaven als representants i càrrecs del partit. El 1895 es crearia el primer batzoki a Bibao i en l'actualitat n'hi ha gairebé dos-cents. Aquest partit tenia més suport en el medi rural que en les grans ciutats; certs autors assenyalen que, analitzant els electes nacionalistes d'aquesta època, es desprèn que pertanyien en la seva majoria a la classe mitjana, en la seva major part autònoms, de l'entorn rural.

### Inicis i expansió: 1895–1921
El PNB va ser constituït oficialment el 31 de juliol de 1895, se'n trià el fundador Sabino Arana com a president (càrrec que va ocupar fins a la seva dimissió per motius de salut el 1903, any en què moriria). Els quatre partits catòlics de l'època, el nacionalista, el carlista, l'integrista i el dels "euskalerriacos", compartien el seu odi cap als "maketos", però Arana acusava a tots ells de ser espanyolistes i, especialment, retreia als "euskalerriacos" la seva falta de catolicisme veritable i de ser simples regionalistes.
Els "euskalerriacos", d'ideologia burgesa liberal-furista, van ser liderats inicialment per Fidel Sagarminaga i a la seva mort el 1984 per Ramón de la Sota, industrial navilier, fundador de Drassanes Euskalduna: va arribar a ser nomenat el 1921 "Sir" pel govern britànic i era una de les majors fortunes de l'època.
La pugna i la unió entre els aranistes i "euskalerriakos" marcaria una fita en la vida del Partit Nacionalista Basc, perquè l'evolució al nacionalisme dels segons i el seu major acostament al PNB possibilitaria que, segons alguns autors, es produís a partir de 1898 una moderació dels postulats nacionalistes, un increment econòmic del PNB i l'accés a càrrecs públics i a la burgesia basca, car van donar la candidatura nacionalista de 1898 per la qual Sabino Arana va ser escollit diputat provincial, i fou el mateix Ramón de la Sota escollit pel PNB diputat a Corts per Balmaseda el 1918, data de la major victòria electoral de PNB en aquesta època inicial.
El 1898 Sabino Arana és escollit diputat de Biscaia pel districte de Bilbao; a les eleccions municipals de 1899, el PNB obté 5 regidors a Bilbao i el seu primer alcalde a la localitat de Mundaka. El 1904 el PNB té ja organització en 20 localitats biscaïnes i 5 de guipuscoanes. El 1908 s'obté el primer diputat per Guipúscoa; no obstant això, és a les eleccions a les diputacions de 1917 quan el partit aconsegueix la Diputació de Biscaia i arriba a major implantació a Àlaba, Guipúscoa i Navarra. A Navarra, la incipient ideologia nacionalista es fon en el "antic reyno" amb els principis furistes dels partidaris carlins, creant en aquest territori un sentiment nacionalista peculiar, com es pot veure en els fets que van ocórrer a finals del segle xix a la Gamazada. Segons refereix Echave Susaeta en la seva obra El Partido Carlista y los fueros, la regent Maria Cristina va consultar el general Martínez Campos per la possibilitat d'intervenir-hi, i aquesta va ser la resposta del general: 
| « | Senyora: si es tractés d'una altra província, podíem pensar a imposar-hi la llei general, emprant la força si calgués; si es tractés de Navarra aïlladament, encara podíem anar per aquest camí, però hem de comprendre que Navarra té al costat les tres Vascongades, i que si s'apel·la per força contra aquella, faran causa comuna tots els bascos, i amb ells tots els carlins d'Espanya, que provocarien un aixecament en aquelles províncies per donar-li caràcter general, i en tal cas s'encadenarà novament la guerra civil. | » |

El 1903, en record d'aquestes revoltes, es va erigir a Pamplona el Monument als Furs, que inclou expressament en les seves inscripcions el sentiment basquista dels navarresos. El 1910, van ser tres persones afins al nacionalisme basc, Arturo Campión, Julio Altadill i Hermilio de Olóriz, els qui van dissenyar l'actual bandera de Navarra, avui utilitzada com a instrument d'afirmació contra el basquisme.

## Segle XX

### Primera dictadura i Segona República: 1921–1937
El 1921 el partit afronta la primera gran divisió: se n'esdindix Acció Nacionalista Basca (EAE-ANV), considerat el primer partit nacionalista d'esquerres. Aquesta escissió es reconduïx poc després sense grans conseqüències perquè durant la Dictadura de Primo de Rivera (1923-1931) es va suspendre tota activitat política estatal; durant aquesta dictadura, a més, es van elaborar lleis "antiseparatistes" per les quals els delictes comesos contra la "unitat d'Espanya" serien jutjats per tribunals militars; es prohibeix la simbologia nacionalista (ikurriña…) i a més s'inclou les províncies basques en una nova divisió administrativa juntament amb les províncies no basques de Burgos i Logronyo.
Amb la Segona República espanyola (1931–1939) se celebren les eleccions de 1931, en les quals el PNB va formar llista electoral conjunta amb els carlins i altres forces catòliques per participar-hi, després de les quals, intentant aprofitar el buit legal existent, s'elabora un projecte d'Estatut Basc que no va ser aprovat, i que expressava:
| « | Es declara que el País Basc constituïx una entitat natural i jurídica amb personalitat política pròpia, i se li reconeix com a tal el dret a constituir-se i regir-se per si mateix com Estat Autònom dintre de la totalitat de l'Estat Espanyol. | » |

Indalecio Prieto s'oposa a aquest estatut perquè considera que fa de les tres províncies basques de facto «un Gibraltar del Vaticà als Pirineus». El citat socialista basc i Manuel Azaña, llavors a càrrec del govern estatal, rebutgen de pla l'Estatut d'Estella. El PNB va defensar com a mal menor una concepció federalista en una república que es plantejava un nou model d'estat i, una vegada descartada aquesta possibilitat pel govern republicà, es va inclinar per impulsar almenys l'autonomisme.
Després d'intentar infructuosament la incorporació a aquest projecte de Navarra, s'elabora un nou estatut que és aprovat solament en l'actual CAB el 1932 per 411.756 vots a favor, 14.196 en contra i 357 en blanc, però les eleccions generals estatals de 1933 suposaren un canvi de govern cap a la dreta, que era contrària a la seva tramitació, i per això no va ser fins a les eleccions de 1936, en les quals es va imposar l'esquerrà Front Popular, quan se'n va efectuar l'aprovació ja iniciada la guerra, i se'n nomenà primer lehendakari José Antonio Aguirre. Encunyarien moneda, amb permís del govern republicà i tindrien relacions internacionals pròpies.

### La Guerra Civil al País Basc: 1936–1937
Amb l'arribada de la guerra civil, el PNB no es decantaria per cap dels bàndols fins a pocs dies abans de la revolta; tenia més afinitat en la seva ideologia amb els revoltats. De fet, la dreta no es va presentar a les eleccions al País Basc i, tenint en compte que la jerarquia eclesiàstica havia declarat el PNB com a partit catòlic, va propiciar conscientment la victòria espanyolista proposant-hi l'abstenció (CT, URG), i fins i tot el vot nacionalista (DVA); finalment, malgrat les converses mantingudes amb els partits de dreta en el mes d'abril, a causa de l'oposició de la CEDA a un Estatut per al País Basc, després del desconcert i alguns dubtes inicials, el PNB s'alinea enfront del colp d'estat amb les forces republicanes.
Així, el 19 de juliol de 1936, l'endemà de l'alçament franquista, el PNB fa publica la seva postura mitjançant un comunicat en el diari afí Euzkadi: «Davant els esdeveniments que es desenvolupen en l'estat espanyol, i que tan directa i dolorosa repercussió pogueren tenir sobre Euskadi i les seves destinacions, el Partit Nacionalista declara -salvant tot allò a què l'obliga la seva ideologia que avui ratifica solemnement- que plantejada la lluita entre la ciutadania i el feixisme, entre la República i la Monarquia, els seus principis el duen indeclinablement a caure del bàndol de la ciutadania i la República, d'acord amb el règim que va ser privatiu amb el nostre poble en els seus segles de llibertat».
José Luis de la Granja considera que l'actitud del PNB de Guipúscoa i Biscaia es caracteritza, en els primers moments pel «seu rebuig del cop militar del 18 de juliol i, en conseqüència, el seu suport al règim republicà, però sense massa entusiasme polític i amb una certa passivitat militar, palesa en la campanya de Guipúscoa. Més que fer la guerra, el PNB es preocupa de vetllar per l'ordre públic (especialment, la integritat de les esglésies i la vida dels presos, i ho aconsegueix en bona part a Biscaia, però no a Guipúscoa».
A Navarra, on triomfa el colp d'estat majoritàriament, es produí una àmplia repressió política i són afusellats alguns electes nacionalistes (vegeu Víctimes de la Guerra Civil a Navarra). Ocupen les seus del PNB de Pamplona, Villava-Atarrabia i Marcilla i, en les rotatives pamploneses on s'editava el periòdic nacionalista La Voz de Navarra, s'imprimeix el periòdic editat pels feixistes Arriba España, i el president de l'organització navarresa del PNB i director, Jose Agerre, és empresonat. A Estella-Lizarra; després de l'alçament feixista és afusellat el seu alcalde del PNB, Fortunato Aguirre, que havia participat activament en l'"Estatut d'Estella-Lizarra" i, a més, poc abans de l'alçament feixista havia alertat dels preparatius que se'n portaven a terme per a la gestació, que no foren escoltats. En aquesta ciutat el 25 de setembre de 1936el comandant militar Ricardo Sanz de Iturria promulga un bàndol contra la cultura basca i el nacionalisme basc i, en particular, contra el PNB i el seu fundador.
Després d'haver intentat pactar amb la dreta a l'abril de 1936, el lehendakari Aguirre va arribar a un acord amb Indalecio Prieto i, en plena guerra, es va aprovar el 7 d'octubre l'Estatut Basc en una votació en la qual només van participar 50 diputats per l'absència de la dreta que donava suport als feixistes. ANV participa en el govern del lehendakari amb el conseller d'Agricultura Gonzalo Nárdiz i amb el ministre sense cartera Tomás Bilbao, substitut de Manuel Irujo en el govern de Negrín. Amb la caiguda de Biscaia el 1937 i la rendició de part de les milícies basques a Santoña, finalitza aquest breu període d'autonomia moderna. El dictador Francisco Franco proclama a Biscaia i Guipúscoa "províncies traïdores" i els retira les últimes restes d'autonomia foral, al mateix temps que els manté a Àlaba i Navarra.

#### L'exili nacionalista
Després de la pèrdua dels territoris bascos, el PNB i els seus dirigents comencen una nova etapa en l'exili, sol·licitant un suport internacional que mai es va fer efectiu.

### La dictadura de Franco: 1936–1975
La dictadura va practicar una brutal repressió sobre els perdedors de la guerra. L'informe elaborat en el 2006 pel Consell d'Europa en el qual es condemna el règim franquista evidencia que l'any 1940 el nombre de presoners per cada 100.000 habitants va ser gairebé tan alt com el seu equivalent a l'Alemanya Nazi (1.158 i 1.614 respectivament). Aquesta valoració es va realitzar solament tenint en compte les xifres proporcionades pel govern franquista, considerades subestimades per la generalitat dels historiadors.
El dictador va pronunciar un discurs el 1936 en el qual donava a conèixer el nou model social que seria implantat, molt contrari a les aspiracions nacionalistes: «Espanya s'organitza en un ampli concepte totalitari, per mitjà d'institucions nacionals que asseguren la seva totalitat, la seva unitat i continuïtat. El caràcter de cada regió serà respectat, però sense perjudici de la unitat nacional, que la volem absoluta, amb una sola llengua, el castellà, i una sola personalitat, l'espanyola» i novament la dictadura franquista va prohibir qualsevol exercici de política, de reunió, d'associació…, i va reprimir durament els partidaris del PNB i, a més, per decret de 23 de juny de 1937, va suprimir l'Estatut Basc i va declarar províncies traïdores Biscaia i Guipúscoa, doncs «s'havien alçat en armes contra el Moviment Nacional»; mantenia per a la "lealísima Navarra" la seva singularitat fiscal i administrativa, i declarava així mateix subsistent en la seva integritat el règim de concerts a Àlaba, «perquè ella no va participar en cap acte de rebel·lia»; aquesta normativa no va ser parcialment modificada fins al Decret Llei de 6 de juny de 1968, que va declarar suprimits els paràgrafs ofensius per a Guipúscoa i Biscaia, mantenia la resta de l'articulat, finalment derogat pel reial decret-llei de 30 d'octubre de 1976.
Per l'Ordre de 21 de maig de 1938 i l'Ordre Ministerial de 16 de maig de 1940, també es van instaurar mesures per acabar amb les manifestacions culturals basques: «…per exigències del respecte que devem al que entranyablement és nostre, com l'idioma, precisa desarrelar vicis de llenguatge que transcendint de l'àmbit parcialment incoercible de la vida privada, permeten en la vida pública la presència de modes amb aparença de vassallatge o subordinació colonial. És deure del poder públic, en la mesura que això és possible, reprimir aquests usos, que contribueixen a enterbolir la consciència espanyola, desviant-la de la pura línia nacional, introduint en els costums del nostre poble elements exòtics que importa eliminar…».
El 1938 neix la nova Llei de Premsa, vigent fins al 1966, que instaura la censura prèvia i sanciona tot escrit que: «…directament o indirecta tendeixi a minvar el prestigi de la Nació o del Règim, entorpeixi la labor de Govern en el Nou Estat o sembri idees pernicioses entre els intel·lectualment febles».
Això va alimentar el sentiment anticentralista i antiespanyolista, fins a provocar el sorgiment de moviments terroristes posteriors. El 1963 Federico Krutwig publica Vasconia, en la qual advoca per un nacionalisme associat a la llengua i no a l'ètnia: "No hi ha dubte que és més basc un individu amb tots els seus cognoms castellans, gascons i francesos, que utilitza correntment la llengua basca, que altre individu amb tots els seus cognoms euskalduns, que parli molt i malament d'estats opressors, però que no aprengui ni utilitzi la llengua basca en la seva vida quotidiana." El 1969, apareix Euskadi ta Askatasuna (ETA), que es defineix a si mateixa com resistència armada efectiva i organitzada de caràcter socialista marxista.
Actualment, hi ha un gran consens internacional sobre considerar ETA com organització terrorista, incloent-hi tant estats sobirans com organitzacions no governamentals prodrets humans. En el període franquista, entre altres atemptats, ETA assassina el president de govern, almirall Carrero Blanco. Era considerat com la persona capaç de donar continuïtat al règim franquista.

### La Transició
Després de la mort del dictador Franco el 1975, l'estat espanyol inicia un camí de reformes democràtiques que inclourien el reconeixement d'autonomies diferenciades per a les diferents regions o nacionalitats. No obstant això, a causa de la dispersió en multitud de partits de l'esquerra nacionalista, el ràpid acord aconseguit en altres províncies es demoraria més al País Basc i Navarra. Van ocórrer nombrosos episodis de violència, que van condicionar la transició política a Euskal Herria i especialment a Navarra. Així podem assenyalar diversos fets:
- la massacre de Vitòria de març de 1976.
- els fets de Montejurra al maig de 1976, que s'organitzaren des dels serveis secrets de lestat amb la denominada Operació Reconquesta.
- morts als carrers, amb especial referència a la Setmana proammnistia de maig de 1977.
- i als sanfermines de 1978, fets que, com els altres, mai van ser jutjats.
- la persistència en les accions armades d'ETA també van marcar tota la transició.

Finalitzada la dictadura, alguns membres d'ETA van decidir abandonar l'organització i integrar-se en l'activitat política. No obstant això, ETA va continuar amb la seva activitat, exigint els seus objectius polítics per mitjans violents. Els objectius podrien resumir-se en: aconseguir la independència d'Euskal Herria en un estat unit, independent, "euskaldun" (unilingüe en la llengua basca) i socialista.

#### La Unió Autonomista de Navarra i el Front Autonòmic (1977)
A Navarra, els partits nacionalistes Partit Nacionalista Basc (EAJ-PNB), Acció Nacionalista Basca (EAE-ANV) i Euskal Sozialista Biltzarrea (ESB) es van unir en la Unió Autonomista de Navarra (UAN), una coalició electoral que es va presentar a les eleccions generals espanyoles de 1977 per a les Corts constituents espanyoles per la circumscripció electoral de Navarra i tenien com a punt programàtic comú la seva aposta per la integració de Navarra al País Basc. La coalició electoral va ser la cinquena formació política a Navarra, quedà sense representació parlamentària, amb una mica més de 18.000 vots (6,99%), per darrere de la UCD, PSOE, UNAI i Aliança Foral de Navarra.
Les forces agrupades en UAN estaven integrades en el Front Autonòmic, al qual també se sumava el PSOE, que es va presentar al Senat per Navarra i va obtenir una acta de senador en la figura de l'històric dirigent navarrès del PNB, Manuel de Irujo. La unió del PSOE a aquest conglomerat nacionalista té la seva explicació: el PSOE venia de l'exili en el qual havia estat molt unit al PNB i, per això, després del Congrés que el partit socialista celebra a Sant Sebastià el 1977, arriba a un "compromís autonòmic" amb el PNB, acord que és subscrit al maig d'aquest any i pel qual ambdós partits van acordar presentar una candidatura conjunta al Senat en les eleccions generals de 1977, que va rebre la denominació de l'abans esmenat Front Autonòmic, per impulsar-ne després l'aprovació d'una Constitució democràtica i d'un Estatut comú d'Autonomia per a Àlaba, Guipúscoa, Biscaia i Navarra.

#### L'Esquerra abertzale (1978)
El 1978, ANV es fusiona amb Euskal Sozialista Biltzarrea formant Euskal Sozialista Ekintza, però aquesta formació tindrà una vida fugaç i ambdues organitzacions tornaran a separar-se després de la crisi interna d'ESB i la seva adopció d'un ideari marxista. Els dolents resultats obtinguts per ANV i Euskal Sozialista Biltzarrea en les circumscripcions basques de Guipúscoa, Biscaia i Àlaba van forçar aquests partits a buscar aliances amb altres petits partits nacionalistes d'esquerres, que van conduir a la formació d'Herri Batasuna el 1978, de tal forma que la coalició UAN no va tornar a reunir-se. En les eleccions legislatives de 1979, ANV i Euskal Sozialista Biltzarrea es van presentar com a part de la coalició Herri Batasuna, mentre que el PNB es va presentar en solitari.

#### Divisions dins d'ETA
Ja en l'assemblea de l'organització ETA d'agost de 1973, l'entorn d'ETA s'havia dividit en dos blocs diferenciats: els militaristes i els obreristes. Aquests últims fundarien el Partit Revolucionari dels Treballadors Bascos (PRTV). En posteriors assemblees de l'organització i a la mort del dictador Franco, ETA es torna a dividir en:
- ETA politicomilitar, procedents del Front Obrer, que com els abans citats "obreristes" opten pel desenvolupament d'opcions polítiques en detriment de les militars i funden un partit esquerrà independentista dit Euskal Iraultzarako Alderdia (Partit per a la Revolució Basca, EIA) per presentar-se a les eleccions de 1977. Després de l'"amnistia" de 1978 i el poc èxit d'EIA, molts dels seus membres més destacats passen a formar part d'altres partits com Euzkadiko Ezkerra (EE)(Esquerra Basca), que s'integrarà posteriorment en el Partit Socialista d'Euskadi (PSE). Dintre d'aquest sector es trobarien polítics com Mario Onaindia (EE).
- ETA militar, partidaris de la lluita armada, que agrupa els anomenats escamots "bereziak" d'ETA (pm). Aquest bloc tindrà el suport de la coalició Herri Batasuna (Unitat Popular), que arribarà a ser fins i tot la tercera força del País Basc i Navarra.

### Constitució estatal de 1978
El text de la Constitució espanyola de 1978 és aprovat al Congrés l'octubre de 1978 per 325 vots a favor, 6 en contra (un diputat d'EE i 5 diputats d'AP) i 14 abstencions (entre elles les del PNB) i també és aprovat al Senat per 226 vots a favor, 5 en contra i 8 abstencions. Però calia un referèndum per a la ratificació del text, que es va celebrar el 6 de desembre de 1978 i, en total, en l'Euskal Herria peninsular, va ser aprovat pel 69% dels votants, que equival a un 31% del cens. Els vots en contra van ser el 24% dels votants (11% del cens). L'abstenció va ser del 55%. El PNB (i la resta de partits nacionalistes bascos) van ser formalment exclosos de les negociacions del text constitucional, per això el PNB va donar l'abstenció a aquesta consulta. Contra la constitució sol·licitaven el vot, per raons diferents, els partidaris de la dreta espanyolista (Aliança Foral de Navarra) i els de l'extrema esquerra nacionalista. La constitució incloïa una encara polèmica disposició transitòria quarta per la qual, malgrat estar prohibida la unió o federació de comunitats autònomes, Navarra podia incorporar-se a la CAV, si així ho decideix en referèndum. Alguns autors assenyalen aquesta disposició com una concessió de la UCD al PNB.

### Estatut d'Autonomia
El nou estatut d'autonomia va ser aprovat pel 90% dels votants majors de 21-23 anys (homes i dones, respectivament), que equival a un 53% del cens. Els vots en contra van ser el 5% dels votants (el 3% del cens). L'abstenció va ser del 41%. BOE núm. 269, de 9 de novembre de 1979. El nivell d'autonomia del País Basc és el més alt de tota la Unió Europea juntament amb Bèlgica quant a regions nacionals dintre d'un estat. No obstant això, per als nacionalistes bascos, l'actual estatut no satisfà les seves aspiracions atès que no consideren que el País Basc o Euskadi sigui una regió, sinó una nació, i reclamen el dret d'autodeterminació sobre la continuïtat o independència d'Espanya. A més la major autonomia que gaudeix, moltes vegades és més teòrica que real, ja que, després de més de vint anys de desenvolupament estatutari i de govern nacionalista, encara falten més de 40 transferències per a completar el referit Estatut i, malgrat tenir transferides nombroses competències del govern espanyol, la normativa que les regula és estatal i el Govern Basc es limita solament a executar el disposat per l'Administració estatal.

### "Millorament del Fur" a Navarra (1982)
La Diputació Foral de Navarra va quedar constituïda per 7 diputats forals (4 d'UCD, 1 del PSOE, 1 de HB i 1 d'IM), després d'unes eleccions celebrades el 3 d'abril de 1979, que van reflectir la divisió en tres terços que actualment hi ha en la societat navarresa, corresponent un d'ells a l'opció del navarrisme espanyolista d'UPN, altre terç a la postura canviant del PSOE i el tercer a l'opció del navarrisme basquista de tendència esquerrana. Encara que s'ha de tenir en compte que, per aquella època, el PSOE navarrès formava part de la federació basca i propugnava inicialment la unió entre Navarra i la CAV i, més concretament, el dret dels navarresos a decidir la seva incorporació, que considerava salvaguardat amb l'esmentada disposició transitòria quarta de la Constitució espanyola de 1978.
El cens d'electors fou de 365.080 navarresos, la participació el 70,76% i les abstencions el 29,24%. La distribució d'escons i vots va ser la següent: UCD, 20 escons (68.040 vots), PSOE, 15 (48.289), UPN, 13 (40.764), HB, 9 (28.244), Agrupacions Electorals de Merindad-AEM, 7 (17.282), Nacionalistes Bascos, 3 (12.845), Partit Carlista, 1 (12.165), Unió Navarresa d'Esquerres-UNAI, 1 (7.419) i Agrupació Electoral Independents Forals Navarresos-IFN, 1 (3.729). Altres partits i agrupacions electorals que no van assolir representació parlamentària van recollir en conjunt altres 15.100 vots. Poc després, al desembre de 1979, la Comissió de Règim Foral del Parlament de Navarra rebutjà una moció presentada per Euskadiko Ezkerra (EE) que proposava la incorporació de Navarra a la CAV.
La Diputació Foral va ser presidida per Jaime Ignacio del Burgo (UCD), que va ser destituït el 1980 sota acusacions de corrupció i substituït per Juan Manuel Arza, també d'UCD. Aquesta destitució no es va realitzar reglamentàriament i del Burgo va tornar breument el 1984 a la presidència. Navarra no va tenir un Estatut com la resta d'autonomies i tampoc el text que feia les seves funcions, la "Llei de Millorament del Fur" de 1982, no va ser ratificat en referèndum. En cas que Navarra decidís la participació en un Estatut conjunt amb les altres tres províncies basques peninsulars, caldria dos referèndums: un per a ratificar la decisió del Parlament de Navarra d'incorporació i altre per a ratificar el nou Estatut conjunt. Per tant, l'acord de març de 1982 sobre el seu contingut es va convertir en la Llei Orgànica de Reintegració i Millorament del Règim Foral de Navarra (LORAFNA), promulgat el 10 d'agost de 1982, després de la seva aprovació per la Diputació i el Parlament de Navarra, i pel govern general i les Corts estatals. La raó d'aquesta especificitat de Navarra que no havia sotmès el seu Estatut a referèndum es va buscar en l'argument que era una llei que reintegrava a Navarra la Llei Paccionada de 1841, que va ser precisament la que va reduir els seus furs després de les guerres carlines i la va convertir en una província, quan fins a aquestes dates havia continuat sent un regne.

### El desenvolupament autonòmic: 1980–1998
El PNB lidera el govern basc des de 1980, de vegades en solitari, altres en coalició amb el PSE, Eusko Alkartasuna (EA), partit sorgit d'una escissió del mateix PNB o Izquierda Unida (IU), donant suport també amb pactes pressupostaris i d'investidura als governs centrals populars i socialistes. En les eleccions generals el PNB és la força majoritària i obté el 26,9% dels vots i en les eleccions basques d'abril es constata el fort creixement del PNB, la irrupció del "nacionalisme radical" representat per Herri Batasuna, la pèrdua d'una important quota electoral del PSOE i els escassos resultats de la UCD i Carlos Garaicoechea ocupa el càrrec de la presidència del Consell General Basc. Celebrades les primeres eleccions autonòmiques el 1980, van donar lloc a l'elecció de lehendakari en la persona de Carlos Garaikoetxea (1980–1985)
El PNB aconsegueix el 38,8% dels vots vàlids emesos, seguit d'Herri Batasuna, amb el 16,5%, i del PSOE, 14,2%. Des de llavors el PNB governa la comunitat autònoma del País Basc; en solitari en el període (1980–1986) i amb diversos pactes des de llavors. El 29 de desembre de 1980 es reinstaura el model tributari del "concert econòmic" i comença la transferència de competències del govern estatal al govern basc. El 1981 una sèrie de successos amenacen seriosament l'autonomia basca: el fallit cop d'estat del 23 de febrer i la consegüent promulgació de la LOAPA (Llei Orgànica per a l'Harmonització del Procés Autonòmic), que retallava el desenvolupament de les autonomies.
El 1982 el PSOE de Felipe González arriba a la presidència del govern espanyol i hi roman fins a 1996, encara que al País Basc continua l'hegemonia nacionalista moderada i radical: arrabassa el PSOE el vot a UCD, Aliança Popular (AP) i al Partit Comunista d'Euskadi (PCE). Malgrat la resistència socialista a la realització de transferències, el PNB impulsa el desenvolupament de l'autogovern basc i crea el seu propi servei de Salut (Osakidetza), aprova l'Estatut de les ikastolas, comença a emetre la seva pròpia ràdio i televisió (ETB), que va iniciar les emissions el 27 de desembre de 1982, la seva pròpia policia (Ertzaintza). Aquest govern va resistir la "reconversió industrial" que es va iniciar al 1982, i rebé ajudes per a la reindustrializació per import de 88.012 milions de pessetes.
En les eleccions autonòmiques celebrades al febrer de 1984 va resultar vencedor el PNB, que va obtenir els seus millors resultats electorals fins a la data, 42% dels vots emesos, seguit del PSOE amb el 23%, Herri Batasuna amb el 14,6% i EE el 8%. La progressió socialista va ser notable així com pobríssima l'embranzida electoral mostrat per la dreta espanyolista: 9,3%. Resultats que tendencialment reproduïxen els obtinguts en les eleccions forals i locals de maig de 1983. Pel 1985, en plena crisi política del PNB, l'economia basca se situava en unes coordenades entre les quals sobresortien l'altíssima taxa d'atur, un creixement econòmic ralentit, l'impacte de la introducció de les noves tecnologies, la fi de l'anterior onada de creixement expansiu, i l'obertura a la competència internacional.

### Desenvolupament de l'Esquerra abertzale
Els anys vuitanta van ser una època molt delicada al País Basc i per diverses circumstàncies es va crear un brou de cultiu propici per a la continuació de la violència terrorista.
- La crisi econòmica va desestructurar la societat basca i va generar alts nivells d'atur i pèrdua de poder adquisitiu de la població, agreujada per l'increment de natalitat. Es calcula que en tot l'estat es van perdre més de dotze milions d'ocupacions.
- La marginalitat va augmentar, especialment als suburbis de les zones industrials i amb ella el consum de drogues de gran mortalitat com l'heroïna.
- La transició política, a causa en part per la dispersió política de l'esquerra nacionalista basca, es va alentir en comparació d'altres zones.
- Les campanyes de major virulència terrorista d'ETA van ser contestades mitjançant la creació d'un pla d'increment de la pressió policial, denominat "Zona Especial Nord" (ZEN) i per mitjà de l'impuls d'activitats de terrorisme governamental espanyol, que es van veure incrementades després de l'inici dels GAL en accedir el PSOE al govern el 1982.

### La guerra bruta
Si bé ja abans existien certes tècniques d'antiterrorisme il·legal, durant la dècada dels 80 el govern socialista es va veure implicat en la "guerra bruta" practicada pels GAL, que va cometre atemptats i segrests perpetrats en la seva majoria per mercenaris francesos contractats per policies espanyols, finançats amb fons reservats públics, i organitzats des del mateix Ministeri de l'Interior, per responsables de la lluita antiterrorista del País Basc. El juliol de 1983, el Servei d'Intel·ligència Espanyol CESID elabora l'anomenada "acta fundacional" dels GAL en la qual s'examinava la possibilitat de portar a terme accions de "guerra bruta" al sud de França davant la falta de col·laboració en la lluita antiterrorista i s'afirma la seva viabilitat i conveniència.
Segons la mateixa sentència del cas Lasa-Zabala, en aquest document «es parla de les diverses possibilitats d'intervenció espanyola al sud de França, fins i tot assenyalant com més aconsellable el procediment consistent en la desaparició per segrest (nota de despatx de 6 de juliol de 1983)». L'escàndol va ser destapat pel diari El Mundo i molts anys després només va comportar dues sentències condemnatòries, dels 27 assassinats que s'atribuïxen als GAL, i foren els condemnats posteriorment indultats.
El 2000, l'exgeneral de la Guàrdia Civil Enrique Rodríguez Galindo va ser condemnat pel tribunal Suprem a 75 anys de presó. També es va condemnar per aquest cas l'exgovernador civil de Guipúscoa, José Julián Elgorriaga, i els excomandants de la Guàrdia Civil Àngel Vaquer, Enrique Daurat i Felipe Bayo, com a autors, cadascun d'ells, de dos delictes de detenció il·legal i dos delictes d'assassinat. Rodríguez Galindo va estar solament tres anys a la presó i va complir la resta de la condemna en la seva casa a causa d'una suposada malaltia cardíaca.
Ricardo García Damborenea, llavors secretari general del PSOE a Biscaia, que havia mantingut dures polèmiques amb Xabier Arzalluz, va acabar admetent els fets, i afirmava que no es penedia del que havia fet, declarant que dintre del context en què es va iniciar la guerra bruta, la seva era l'única forma de resposta possible. Van ser molt polèmiques les seves afirmacions que Felipe González, llavors president de govern, havia estat en tot moment al corrent dels fets. La seva col·laboració amb la justícia va fer que sortís de la presó, fins i tot abans que el citat Rodríguez Galindo o el mateix exministre José Barrionuevo. Posteriorment, va aparèixer en un míting electoral en la plaça de toros de Saragossa al costat de José María Aznar, llavors candidat a la presidència d'Espanya pel partit Popular, cosa que el va fer creditor de serioses crítiques en sectors de l'esquerra.
El PSOE sempre ha negat tota responsabilitat respecte als GAL; ha condemnat verbalment els seus crims i el seu llavors president, Felipe González, mai ha estat judicialment acusat per aquests fets. González va referir: «Jo crec que no es pot dir que fos terrorisme d'estat. Ho veig ara amb la perspectiva històrica. Si l'aparell de l'estat hagués decidit eliminar-los, pot provocar altres problemes, però acaba per eliminar-los» (Documental La pilota basca). «Deixem-nos d'històries, perquè incidents com els que hi ha hagut a Espanya n'hi ha hagut en tots els països en els quals una activitat terrorista ha colpejat a la democràcia» (El País, 27/09/96).
Durant els anys de "guerra bruta" a més dels atemptats i segrests es va viure una tensió sense precedents al País Basc i Navarra i l'entorn d'ETA es va veure impulsat, juntament amb la crisi derivada de la reconversió industrial, l'atur…, pel que consideraven una evidència, llavors sempre negada per les autoritats, que el govern socialista estava darrere dels incidents, per a aquests sectors ETA passava a ser una víctima i els seus atemptats una resposta a les accions del govern espanyol. Associacions cíviques com "Gesto por la Paz" van iniciar concentracions després de cada assassinat, tant si era reivindicat per ETA o com pels GAL. L'"esquerra radical" s'agrupa a l'entorn de la coalició política Herri Batasuna (HB), i crea el seu propi mitjà d'expressió amb el, avui clausurat judicialment, periòdic Egin.

### Rock radical basc
És en aquesta època quan sorgeix l'etiquetatge "rock radical basc" (RRB) i el Moviment d'Alliberament Nacional Basc (MLNB) acull sense objeccions els grups del RRB més afins amb les seves postures (Kortatu, Hertzainak, Barricada…); d'aquesta manera l'esquerra radical gaudeix d'una forma de relació i de comunicació amb la desencantada joventut basca, que no va dubtar-ne a convertir en la seva bandera mediàtica, si bé no tots els grups musicals van acceptar aquest "tutelatge", i alguns s'hi rebel·laren obertament, com Eskorbuto, que va continuar amb la seva particular ideologia "antisistema" rebutjant la ideologia política nacionalista, sota la influència del punk que havia inspirat gran part del RRB.
La base política de l'autoanomenada "esquerra abertzale" des de llavors amb més força es va sumar al moviment "anti" i va reivindicar valors com el feminisme, l'ecologia, el pacifisme antimilitarista, l'objecció de consciència, etc. Altres autors, per la seva banda, minimitzen la influència del MNLB en el RRB, dient que aquests grups eren molt més "hedonistes" que polítics. L'aconseguida "llibertat d'expressió" era un concepte tan ampli que emparava algunes lletres musicals que avui dia serien prohibides per enaltiment i apologia del terrorisme, però que en el seu moment ningú va gosar a qüestionar per no ser titllat d'antidemòcrata o franquista; la majoria dels grups d'aquesta ideologia van evolucionar cap a l'autocensura i postures molt més moderades.

### L'escissió d'Eusko Alkartasuna
El 1986 té lloc la major escissió en la història del PNB i el lehendakari d'origen navarrès, Carlos Garaikoetxea, funda al setembre un nou partit, Eusko Alkartasuna, que, malgrat els governs de coalició en els quals ha format part amb el PNB, segueix escindit avui en dia. Les raons de la separació en bloc dels jeltzales, segons alguns, a més de l'enfrontament personal entre Xabier Arzalluz i Garaikoetxea i altres qüestions de lluita de poder intern, fou la polèmica sorgida per una diferent concepció del repartiment de poder entre les institucions comunes de l'autonomia basca (govern i Parlament) i les forals (Juntes Generals i diputacions) que va configurar la nova Llei de Territoris Històrics i, més concretament, segons altres autors, les raons cal buscar-les en la negativa dels PNB navarresos i en menor mesura guipuscoans, a donar suport a un govern de la dreta a Navarra, rebent a canvi certes contraprestacions polítiques en altres territoris. El PNB es va esfondrar a Navarra i els seus electes van passar a formar part del nou partit; obtingué el PNB a les següents eleccions de 1987 solament el 0,98% dels vots a Navarra, enfront del 7,1% dels vots d'EA en aquest territori.
En les autonòmiques anteriors a l'escissió d'EA, el PNB va assolir l'adhesió del 28,47% del cens electoral d'Euskadi, però en les següents autonòmiques de 1986, el PNB va obtenir el 16,34% del cens i EA, el 10,91%; el 1998 el PNB arribaria al 19,23% i EA descendiria al 5,96%. En les eleccions basques de 1987 a les quals es va presentar EA, va obtenir 35 junters a les tres províncies del País Basc, enfront dels 32 de PSE-EE (PSOE), HB o PNB. Va rebre el vot de 190.136 electors (un 17,79%) i va ser la primera força a Guipúscoa, amb 16 junters, i Àlaba, amb 12. A Biscaia, bressol del partit matriu, no va tenir tanta força i va ser la quarta força política amb 7 junters. Va obtenir així mateix 442 regidors en les eleccions municipals del mateix any, amb 193.197 electors (18,05%) i va governar tant els ajuntaments de Vitòria i Sant Sebastià, com la Diputació Foral de Guipúscoa. El 1988 el PNB arribaria al 19,23% i EA descendiria al 5,96%, i per això el PNB va poder coalitzar-se amb la seva pròpia escissió per a les eleccions de 1989.

### Els pactes entre partits
El PNB seria un dels impulsors del pacte de Madrid del 5 de novembre de 1987 subscrit pel PSOE, AP, CDS, CIU, PNB, PDP, PL, PCE i EE pel qual se sol·licitava al govern basc que assumís «el lideratge en la desaparició de la violència i el terrorisme, i en la consecució definitiva de la pau»; aquestes partides es pronunciaven a favor de la derogació de la llei antiterrorista. Assumint aquest lideratge el PNB, va promoure altre pacte de gran importància que seria el pacte d'Ajuria Enea, subscrit per la totalitat de partits polítics representats al Parlament Basc, llevat d'Herri Batasuna, el 12 de gener de 1988, signat el 12 de gener de 1988 per AP, CDS, EE, PNB, PSOE i per José Antonio Ardanza com a lehendakari del govern basc; l'acord es decidia a impulsar en la seva integritat l'Estatut de Gernika, intensificar les relacions de la CAB amb Navarra, instava ETA a renunciar a la via armada i a HB a reprendre la seva activitat parlamentària legitimant-la com a opció política, protegia les polítiques de reinserció dels "penedits", els processos de diàleg si existís una intenció seriosa per part d'ETA d'abandonar les armes, donava suport també a la derogació de la Llei Antiterrorista i reiterava el suport a les víctimes del terrorisme.

### El Pla Ardanza
Des de l'escissió, de 1986 a 1998, Jose Antonio Ardanza va ser el lehendakari basc, amb un perfil clarament autonomista, governant amb el Partit Socialista d'Euskadi. En cap dels anteriors pactes que propugnaven el diàleg s'havia comptat amb ETA o el seu entorn, el MNLB, per això les opcions reals de pacificació es trobaven molt reduïdes; així almenys ho considerava el llavors lehendakari, José Antonio Ardanza, que, en març de 1988, interpretant els acords anteriorment esmentats, va presentar a la Taula d'Ajuria Enea el Pla Ardanza, un document que proposava un diàleg "sense condicions prèvies i sense límits de resultats" i exclusivament entre partits amb prèvia absència de violència d'ETA i tenint constància inequívoca que ETA volgués abandonar la violència. El document va tenir suport de tots els partits membres de la Taula, excepte PP i PSOE, que no acceptaven modificacions constitucionals.
El pla, considerat el testament polític d'Ardanza, que es retirava de la política, va ser molt criticat en el seu moment i lloat posteriorment per la seva moderació, i consistia en una reflexió sobre la situació d'ETA i HB en aquest moment; considerava que la via policial no havia aconseguit cap resultat i la via política no funcionava si s'aïllava HB; per això, proposava una forma de solucionar el conflicte: 
- Deixar la resolució dialogada del conflicte en mans dels partits representatius de la societat basca. *Fer propis els acords que puguin arribar a en les institucions basques.
- Incorporar els acords a l'ordenament jurídic amb la finalitat que puguin resultar operatius.

El pla va ser presentat davant els membres de la Taula d'Ajuria però no va obtenir el suport de la resta de partits. Molt aviat van sorgir les divergències entre els signants d'Ajuria Enea i es va redactar un altre document el 7 d'octubre de 1988, que no va ser signat ni pel PNB, ni per EA, conegut com a pacte de Navarra, en el qual es contenien les idees del d'Ajuria Enea, però s'emfasitzava especialment la condemna de les activitats terroristes i el menyspreu que generaven en la societat.

### L'Òrgan Comú Basconavarrès (1995)
Un objectiu del nacionalisme basc ha estat sempre la reunificació dels territoris que avui dia estan dividits entre Espanya i França, i Navarra és un d'aquests "territoris històrics". La mateixa constitució espanyola, malgrat que prohibeix la unió o federació de comunitats autònomes, fa una excepció en la seva disposició transitòria quarta, i regula un procediment per al cas que Navarra decideixi unir-se al País Basc, encara que mai s'ha proposat formalment exercir aquest dret. Els dirigents polítics PP i UPN han sol·licitat repetidament la derogació d'aquesta disposició. Durant el tripartit PSN-CDN-EA de 1995 es va engegar l'Òrgan Comú Permanent entre ambdues autonomies però no va arribar a formalitzar-se després de la dimissió del president navarrès per escàndol de corrupció.

### La primera legislatura d'Aznar (1996)
El govern del PSOE no va poder resistir els nombrosos escàndols de corrupció (Roldan, Filesa …), la destapada Guerra bruta del GAL… i el 1996 les eleccions generals van donar com a resultat la victòria per majoria simple del PP, que l'obligava a arribar a acords amb els partits nacionalistes de PNB i CiU. El PNB va donar la investidura com a president del popular José Mª Aznar aconseguint una millora del concert econòmic i la matisació de la política antiterrorista dels populars. Com a resultat, les hisendes dels territoris històrics de la CAB van aconseguir una capacitat normativa i recaptatòria pràcticament plena sobre tots els impostos, excepte l'IVA. A més, fruit d'aquest acord d'investidura, es va aprovar, en la sessió del dia 26 de novembre de 1998, del Ple del Congrés de Diputats per 184 vots a favor, 133 en contra i 4 abstencions, l'articulat definitiu de la Llei 43/1998, de 15 de desembre, de restitució o compensació als partits polítics de béns i drets confiscats en aplicació de la normativa sobre responsabilitats polítiques del període 1936-1939.
La V Legislatura va ser l'última presidida per José Antonio Ardanza, ja que va decidir deixar la primera línia política i no presentar-se a la reelecció. Gràcies al seu èxit negociador en la renovació del concert econòmic basc i al suport de Xabier Arzalluz, màxim dirigent del PNB com a president de l'Euzkadi Buru Batzar, l'Assemblea Nacional del PNB va designar Juan José Ibarretxe com a candidat a lehendakari en les eleccions autonòmiques del 25 d'octubre de 1998, seguint la tradició del PNB en què la presidència del partit i la màxima representació institucional estan separades.

### Pacte d'Estella-Lizarra (1998)
El 1998 va tenir lloc el pacte d'Estella-Lizarra (Lizarrako Akordioa), en el qual el front "nacionalista" es va consagrar amb la signatura de l'acord signat el 12 de setembre de 1998 per PNB, EA, HB, Izquierda Unida, Partit Carlista d'Euskal Herria, Batzarre, set sindicats i nou organitzacions socials, i promulgava el diàleg i la negociació política com única solució al "conflicte", invocant com a referent l'Acord de Divendres Sant (Acord de Stormont) a Irlanda del Nord a l'abril de 1998. Segons Manuel Vázquez Montalbán els signants d'Estella-Lizarra estaven «convençuts de la paràlisi política que afectava el PP i al PSOE en el tractament del problema basc i que el PP depenia de les ajudes del PNB en el Parlament espanyol; els signants de Lizarra van forçar la rosca del sobiranisme i van plantejar amb tota claredat l'objectiu de l'autodeterminació i d'una negociació política amb ETA».
La signatura d'aquest pacte va impulsar la treva d'ETA de 1998 i els posteriors fallits contactes del govern del Partit Popular presidit per José Mª Aznar amb l'organització terrorista. No obstant això, el 21 de gener del 2000 ETA va tornar a assassinar. No va haver condemna per part d'Herri Batasuna, la qual cosa va produir l'extinció de la col·laboració propiciada pel pacte d'Estella-Lizarra. Les eleccions autonòmiques de 1998 es van celebrar poc després que ETA declarés una treva «total i indefinida» (18 de setembre de 1998), paral·lelament a la signatura, sis dies abans, del pacte d'Estella-Lizarra, acordat per diverses organitzacions polítiques i socials del País Basc, entre les quals es trobaven tots els partits i sindicats nacionalistes bascos i també Izquierda Unida (IU). La participació en les eleccions va ser molt alta i es va acostar fins al 70% i el PNB va guanyar amb el 27,28% dels vots emesos; perdé un dels 22 escons que tenia. Va augmentar els vots, però en augmentar també la participació va descendir un percentatge de dos punts. Però aquestes eleccions van constituir un èxit electoral per als dos pols oposats, PP i Euskal Herritarrok (EH), que era la plataforma electoral constituïda el 25 d'octubre de 1998 per Herri Batasuna i altres organitzacions de l'esquerra abertzale i va obtenir-hi 14 escons. Poc després el president Aznar anunciava els citats contactes amb ETA.

## Segle XXI

### La il·legalització de l'esquerra abertzale
Després de la represa dels actes terroristes, l'esquerra nacionalista que dona suport a ETA retrocedí novament a la seva franja de vots habitual, mentre un nou partit s'escindeix de Batasuna i en sorgeix Aralar, que condemna la violència etarra i el Tribunal Suprem comença una sèrie de processos contra diverses organitzacions relacionades amb l'entramat terrorista, per pertinença o col·laboració amb ETA. Es tancaren dos periòdics (Egin i Egunkaria, que era l'únic periòdic editat en èuscar): en el cas d'aquest últim la fiscalia mateixa ha demanat l'arxivament del cas en què es denunciaren tortures de la policia espanyola i, quant a Egin, segueix sense haver sentència judicial nou anys després, i un bon nombre d'altres empreses processades totes elles, suposadament per donar suport econòmicament a la banda terrorista i els judicis de la qual continuen. S'il·legalitza Batasuna, provat segons el Tribunal Suprem d'Espanya que la creació d'aquest partit polític va ser "un fet instrumental per part de l'organització terrorista ETA", sense haver-se condemnat els seus dirigents per aquest motiu, per això avui dia poden realitzar, i realitzen, actes polítics i donar rodes de premsa a títol individual.

### El Pla Ibarretxe (2002)
En compliment del seu programa electoral, el govern basc va proposar una reforma de l'estatut d'autonomia del País Basc, amb el nom d'Estatut Polític de la Comunitat d'Euskadi, més conegut pel nom del seu promotor. El Pla Ibarretxe, amb una proposta sobiranista basada en la «lliure associació» entre el País Basc i l'estat espanyol, la sobirania compartida i el dret d'autodeterminació, es presentava com una tercera via entre les postures anomenades constitucionalistes del PP i el PSE-EE (PSOE) i l'independentisme d'EH i ETA. La proposta es definia com una «proposta de pacte polític que es materialitza en un nou model de relació amb l'estat espanyol, basat en la lliure associació i compatible amb les possibilitats de desenvolupament d'un estat compost, plurinacional i asimètric», la qual desbordava el marc constitucional tal com existia en aquest moment, en plantejar la creació d'un nou marc jurídic en què la pràctica totalitat de les competències estarien en mans de les institucions del País Basc, deixant a l'estat espanyol unes funcions merament residuals.
Les principals forces polítiques espanyoles van considerar que el pla violava, tant en els procediments com en els continguts, el marc de la Constitució espanyola. Per a poder entrar en vigor, la proposta, en ser una reforma d'un estatut d'autonomia, havia de ser aprovada per majoria absoluta en el Parlament Basc i posteriorment ser admesa a tràmit en el Congrés dels Diputats espanyol, per a després ser tramitada en el mateix Congrés i en el Senat mitjançant llei orgànica. Ibarretxe també va declarar que, en cas que la proposta fos paralitzada en les Corts espanyoles, convocaria un referèndum al País Basc perquè els bascs poguessin decidir el seu futur. Com a resposta, el 28 de novembre de 2004, el govern de José María Aznar va aprovar afegir al Codi Penal un article pel qual es considerava un delicte castigat amb penes d'entre tres a cinc anys de presó i entre sis a deu anys d'inhabilitació absoluta que un càrrec públic convoqués eleccions o referèndums sense l'autorització de les Corts. La reforma va ser tramitada ràpidament i aprovada com una esmena del Partit Popular a la Llei Orgànica d'Arbitratge, amb els únics vots a favor del PP. La resta del grups parlamentaris del Congrés dels Diputats va fer una plantada i es va abstenir de votar. La reforma va entrar en vigor el 23 de desembre.
Tant PSOE com PP van criticar durament la proposta del lehendakari per considerar-la excessivament nacionalista. El Pla Ibarretxe va passar el primer tràmit, fou aprovat per majoria absoluta (39 vots de 75) en el Parlament Basc el 30 de desembre de 2004: govern tripartitt PNB-EA-IU (36 escons) i 3 dels 6 parlamentaris de Sozialista Abertzaleak (SA), els hereus de la il·legalitzada Batasuna (els altres tres parlamentaris abertzales van votar en contra, el setè, Josu Urrutikoetxea, es trobava fugit de la justícia). Però el pla va ser rebutjat en el Congrés dels Diputats espanyol per la majoria PP-PSOE-IU i retornat a Vitòria. Avui dia no hi ha indicis de moviment per a la redacció d'un nou estatut. El rebuig del Congrés de Diputats va dur el lehendakari Ibarretxe a convocar eleccions per al 17 d'abril de 2005, amb la intenció que es tractés d'un vot plebiscitari amb relació a la proposta.

### El govern del PSOE (2004)
El PSOE es va imposar en les eleccions celebrades el 14 de març de 2004, pocs dies després dels atemptats d'Al-Qaida a Madrid i el líder socialista, José Luis Rodríguez Zapatero, va assumir la presidència del govern, i manifestà tenir-hi un nou "tarannà". Mariano Rajoy, substitut d'Aznar en la direcció dels populars va encapçalar una dura oposició, que va resultar inicialment poc fructífera, tenint en compte que la resta de partits es va posicionar contra les seves iniciatives polítiques, especialment en matèria antiterrorista. Així, enfront del diàleg amb ETA promulgat per tot l'arc parlamentari, els populars i les seves associacions afins (Fòrum Ermua, AVT) van organitzar nombroses manifestacions contra el govern, especialment davant la proximitat de les eleccions de maig de 2007, al·ludint que ETA estava darrere de l'atemptat de Madrid de l'11 de març de 2004 i, posteriorment, contra les converses del govern amb ETA, i aquest missatge retallava distàncies amb el PSOE.

### La Constitució europea (2005)
El text de la Constitució Europea (CE) va ser ratificat en referèndum, però el País Basc i Navarra van ser autonomies on el "No" va tenir més recolzament: hi aconseguí un 33,66% i un 29,22% respectivament. El País Basc va ser la comunitat autònoma que va registrar un major percentatge de rebuig a la Constitució Europea (33,66%), malgrat que PNB, PSOE i PP demanaven el "Sí". Guipúscoa hi encapçalà el "No" amb un 40,77%, seguida de Biscaia, amb el 30,79% i Àlaba, amb el 29,56%. A més, el 62,61% de suports al text europeu va ser inferior al 69,12% que va registrar el 1978 la Constitució espanyola. A la localitat guipuscoana d'Orexa, el 91,84% dels votants es va oposar al tractat. La segona comunitat amb més rebuig a la Constitució Europea va ser Navarra amb un 29,22% de paperetes pel "No", gairebé 12 punts més que la mitjana estatal. L'aprovació del tractat a Navarra en aquest referèndum rebia el suport de UPN, PSN, Convergència de Demòcrates de Navarra i PNB, mentre que IUN-NEB, Aralar i EA defensaven el rebuig al text.

### La treva d'ETA de 2006
La VII Legislatura basca ha estat marcada, no obstant això, pel procés de negociació entre el govern espanyol i ETA per a aconseguir la fi de la violència i la dissolució de l'organització terrorista. El PNB ha adoptat un perfil discret de suport al govern espanyol, en el qual el protagonisme ha recaigut fonamentalment en el president de l'Euzkadi Buru Batzar, Josu Jon Imaz i no en el lehendakari Ibarretxe. Després de la declaració de treva per part d'ETA, Juan José Ibarretxe va demanar la derogació de la Llei de Partits espanyola, al mateix temps que va portar a terme una roda de contactes amb tots els partits bascos (incloent-hi la il·legalitzada Batasuna, amb els representants de la qual Arnaldo Otegi, Juan José Petrikorena i Pernando Barrena es va reunir el 19 d'abril al palau d'Ajuria Enea, seu del govern basc). Per això, el Fòrum Ermua va presentar una querella i el Tribunal Superior de Justícia del País Basc li va imputar un presumpte delicte de desobediència per reunir-se amb la il·legalitzada Batasuna.

### Les eleccions de maig de 2007
Al País Basc, es va trencar la ja tradicional aliança electoral entre PNB i EA, ja que EA, després d'un complicat procés intern, va decidir concórrer en solitari als comicis. Per contra, la majoria dels partits nacionalistes presents a Navarra (PNB, EA i Aralar) es van unir amb sectors independents i amb el partit "Batzarre" (d'esquerra federalista) en una coalició denominada "Nafarroa Bai", que defensava el dret dels navarresos a decidir el seu futur. Dita partida es va presentar per primera vegada en el mapa polític navarrès en les eleccions generals del 2004 i es va configurar com la tercera força política navarresa: aconseguí 60.645 vots i una diputada en el Congrés, Uxue Barkos. L'anomenada "esquerra abertzale" amb l'excepció d'EHAK-PCTV al País Basc, es trobava il·legalitzada judicialment i va intentar concórrer als comicis sota la formació Abertzale Sozialisten Batasuna, però després de ser il·legalitzada aquesta formació, es van presentar sota les sigles de l'històric partit ANV, les llistes del qual van ser parcialment il·legalitzades, podent presentar-se en molts ajuntaments, però impediren la seva participació en les eleccions al Parlament foral navarrès. El 2009, l'esquerra i la dreta espanyoles s'uneixen al Parlament basc per formar un govern proespanyol i expulsen el PNB del govern basc aprofitant la il·legalització de l'esquerra abertzale. Però en les eleccions del 2012 el PNB recupera el govern basc, amb Urkullu com a president, gràcies a la legalització i posterior entrada de Bildu al Parlament com a segona força.

### Navarra
A Navarra el govern d'UPN- Convergència de Demòcrates de Navarra, representants tradicionals del navarrisme espanyolista, havia portat a terme una política de tendència antibasquista durant tota la legislatura, oposant-se frontalment al truncat procés de pau iniciat pels socialistes i, precisament per aquest motiu, les eleccions navarreses municipals i forals de 27 de maig de 2007 van ser objecte d'atent seguiment per part de l'opinió pública estatal, atès que des del PP s'assenyalava que Navarra havia estat part de les cessions del govern socialista a ETA. En aquest ambient de crispació i expectació, com que les enquestes preelectorals llançaven resultats diversos, UPN va aconseguir el seu rècord de vots, fregant la majoria absoluta: copà el govern de Navarra i l'Ajuntament de Pamplona gràcies al suport del PSN, que va adoptar aquesta decisió obligat pels seus dirigents de Ferraz. Nafarroa Bai va ascendir-ne a la segona posició i obtingué ajuntaments importants en basar el seu vot a Pamplona i comarca, gràcies, entre altres motius, a la popularitat d'Uxue Barkos; Convergència de Demòcrates de Navarra i Izquierda Unida veuen molt reduït el seu espai electoral en favor del vot útil. A causa de les convulsions del PSN, una enquesta postelectoral publicada pel diari El Mundo predeia un nou augment de Nabai a costa del PSN, arribant fins al 33% de l'electorat. ANV va obtenir gairebé 95.000 vots en les candidatures que no van ser impugnades (73.000 al País Basc i 22.000 a Navarra) i aconseguí 337 regidors al País Basc i 100 a Navarra. ANV va poder presentar llistes a les Juntes Generals d'Àlaba i Biscaia, però no a Guipúscoa, i arribà en total a 28.128 vots. D'aquests, 13.113 a Àlaba, cosa que es va traduir en 4 junters, i 15.015 a Biscaia, amb un junter, ja que solament va poder presentar-se a les Encartacions. A Guipúscoa el vot nul fou del 21,6%, i ANV va reivindicar 12 junters. En el Parlament de Navarra, els vots nuls van ser 18.285, per això la formació va reivindicar 2 diputats.

### Referèndum d'autodeterminació
El Parlament Basc aprovà la Llei 9/2008. Aquesta llei hauria implicat la celebració d'un referèndum per a l'inici d'un procés d'autodeterminació d'Esukadi, però fou recorreguda en el Tribunal Constitucional, que l'anul·là (STC 103/2008).